# Stadtschloss Hanau

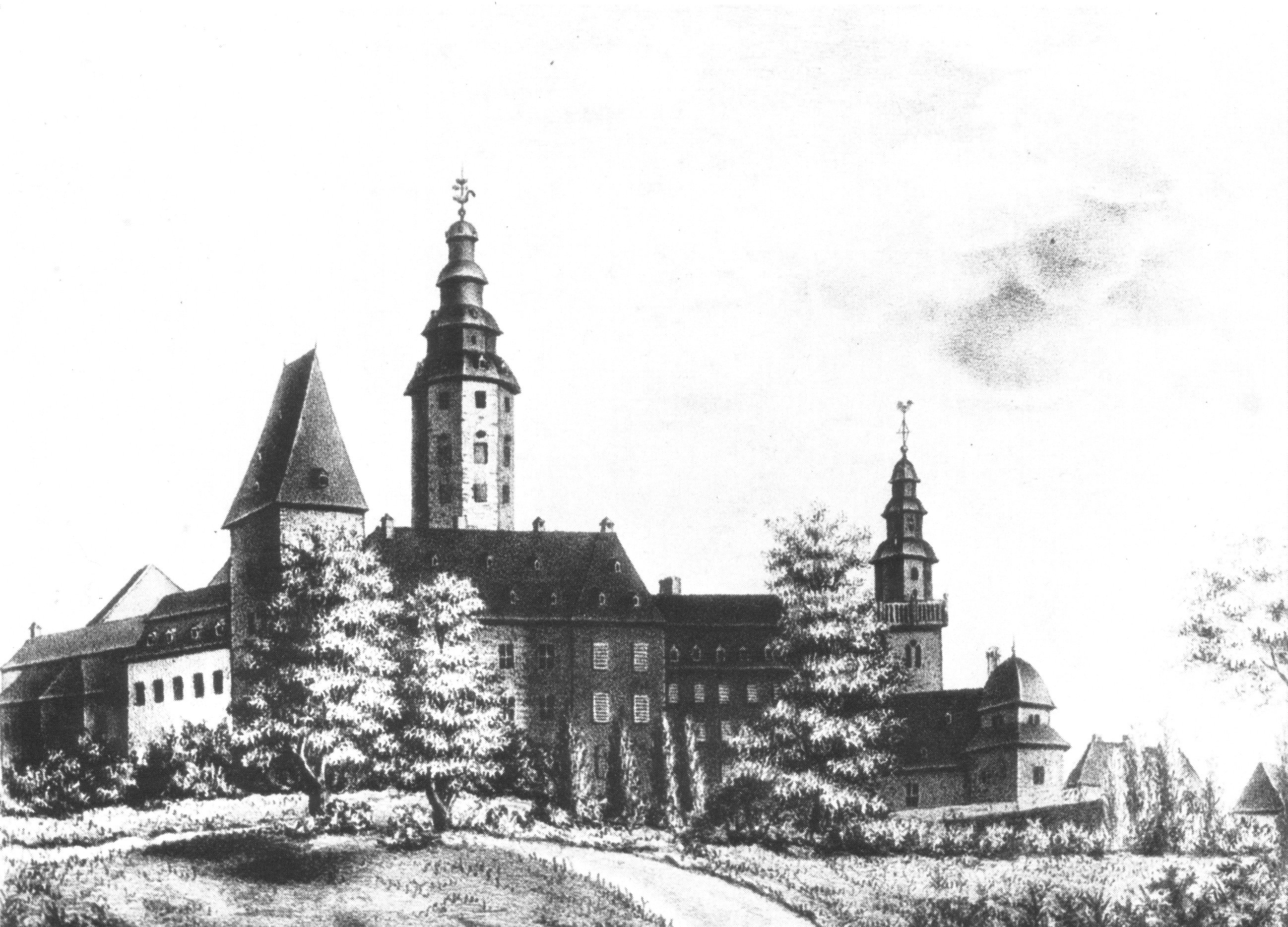
Das Hanauer Stadtschloss vor dem Abbruch. Ansicht der mittelalterlichen Teile von Nordwesten. Der hohe Turm rechts gehört jedoch zur alten Johanneskirche. Lithographie C.W. Woerishoffer, um 1828 (HMH)

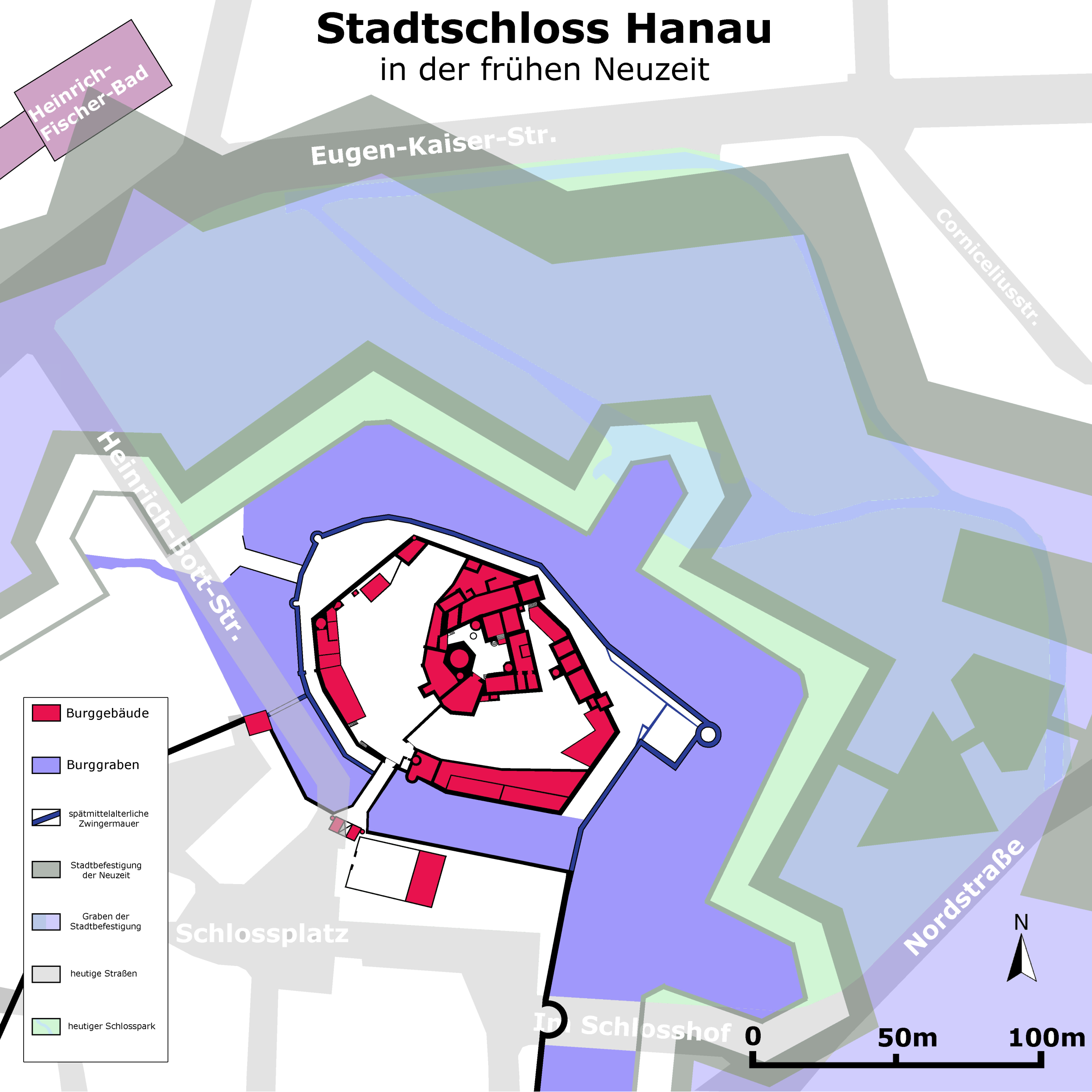
Stadtschloss Hanau bis zum Beginn des 18. Jahrhunderts

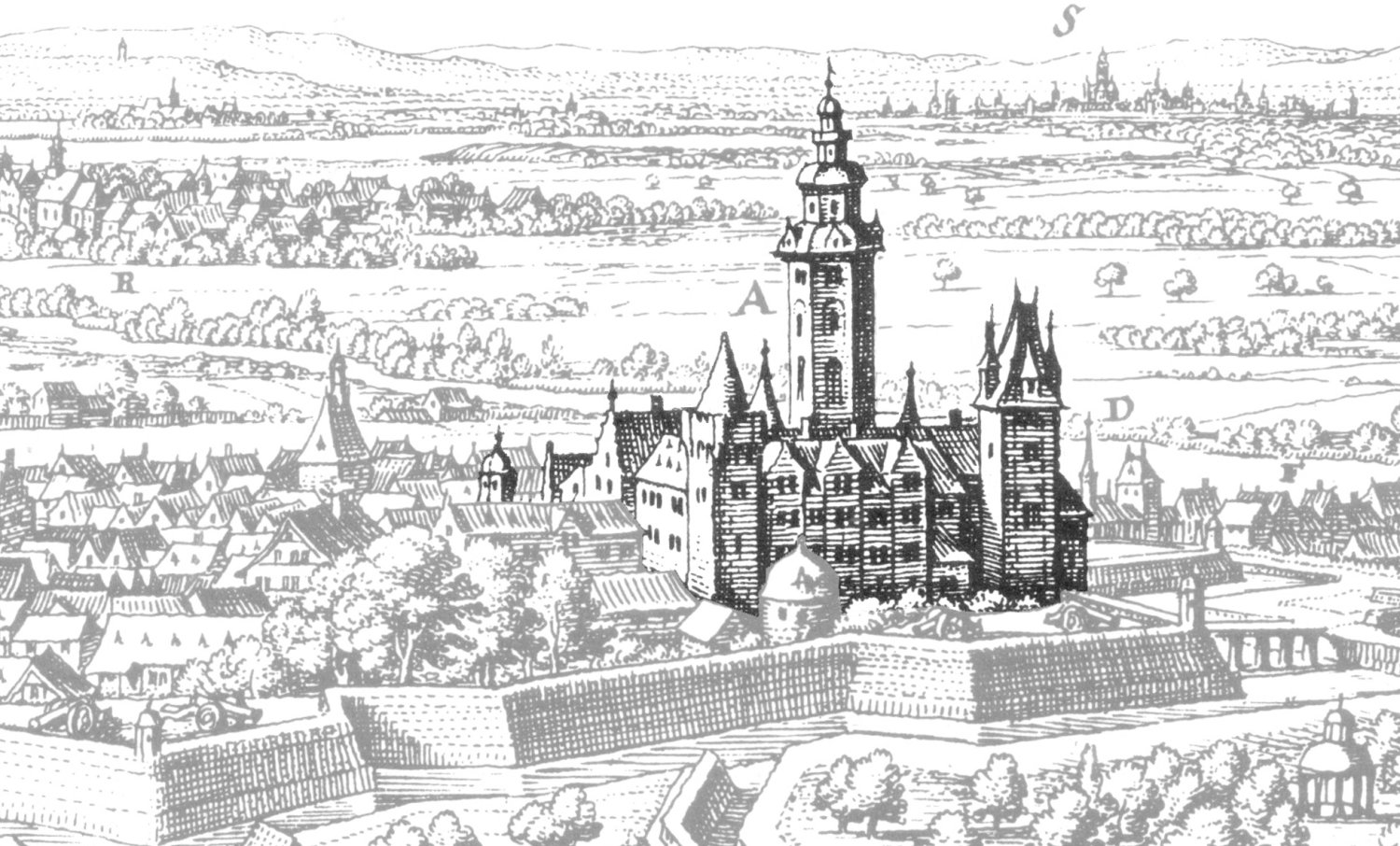
Ausschnitt aus Matthäus Merian: Ansicht von Hanau (1632). Hier dunkel gekennzeichnet: Teile des Stadtschlosses.

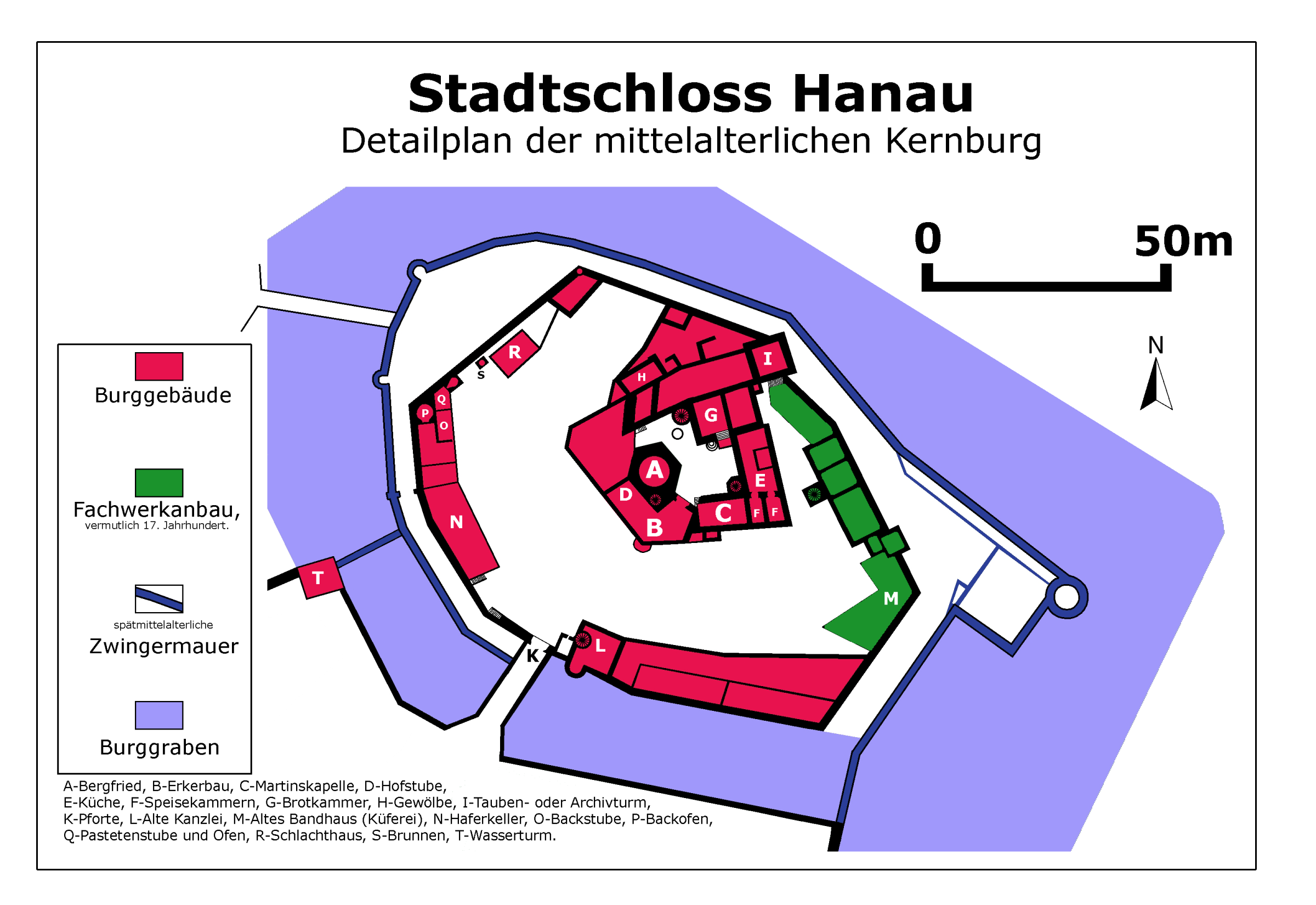
Detailplan der Kernburg

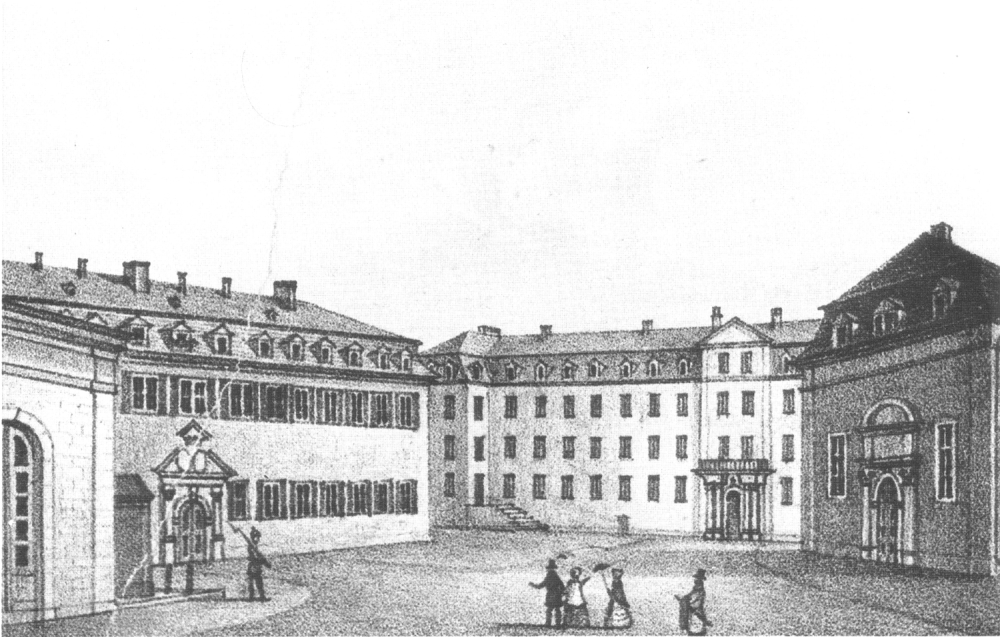
Blick vom Schlossplatz auf den Fürstenbau. Links das Kanzleigebäude, rechts der Marstall. Lithographie G. Frank (um 1870)

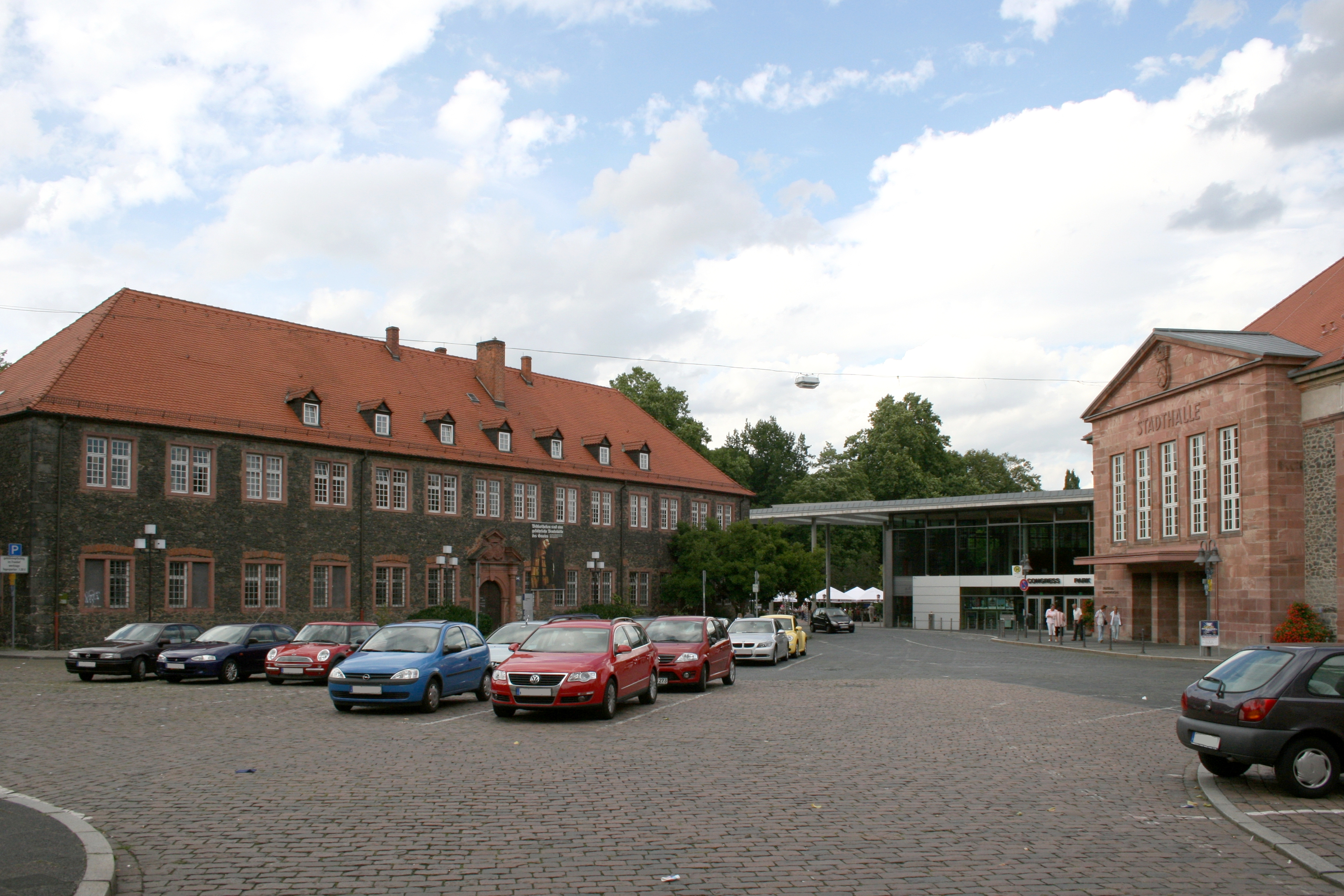
Gleiche Blickrichtung (2008): Links der Kanzleibau (1953–2015 Stadtbibliothek), in der Mitte der Congress Park Hanau, rechts der Marstall (heute Stadthalle).

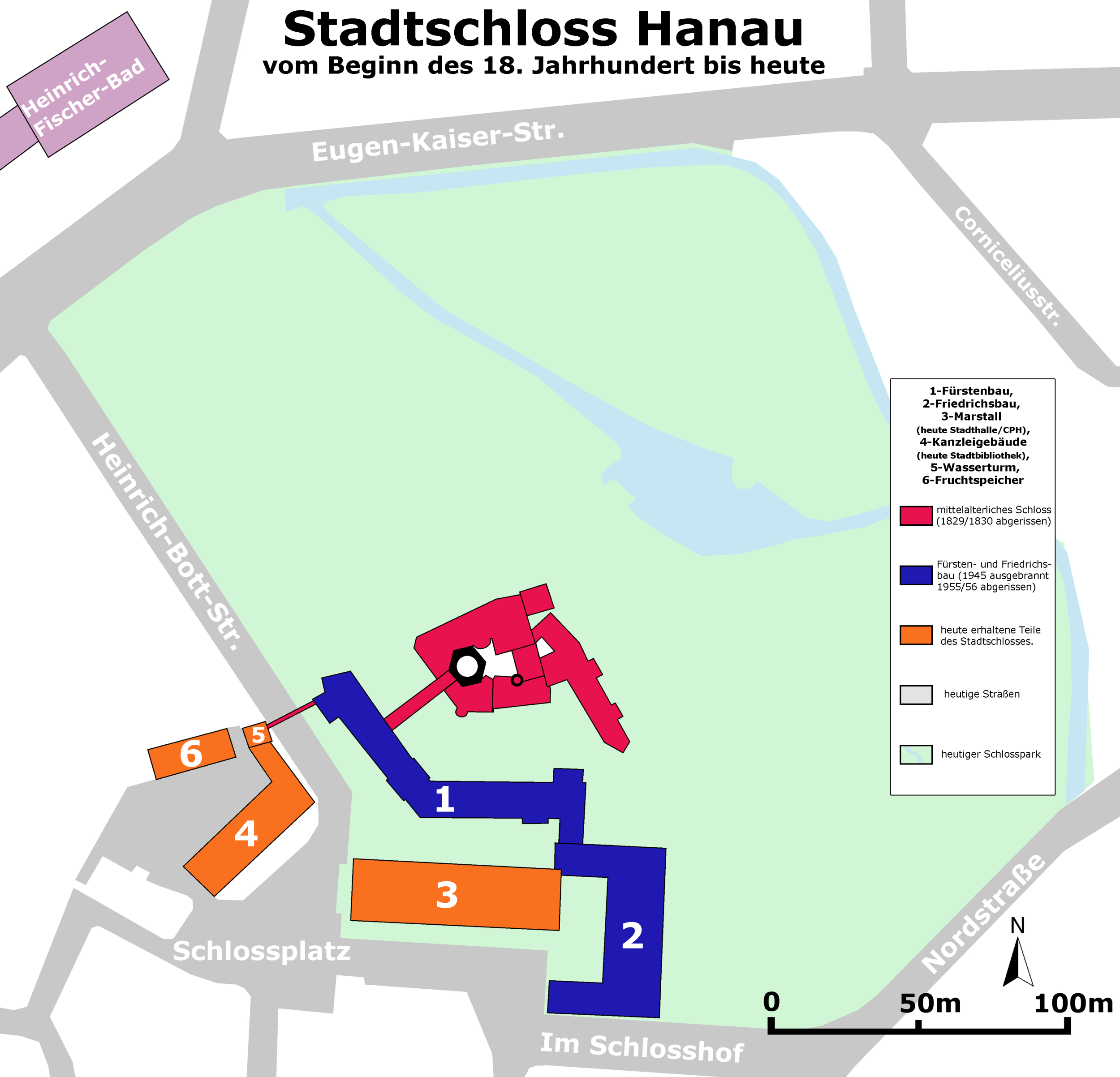
Stadtschloss Hanau mit den Gebäuden seit Beginn des 18. Jahrhunderts. Orange dargestellt heute noch erhaltene Teile.

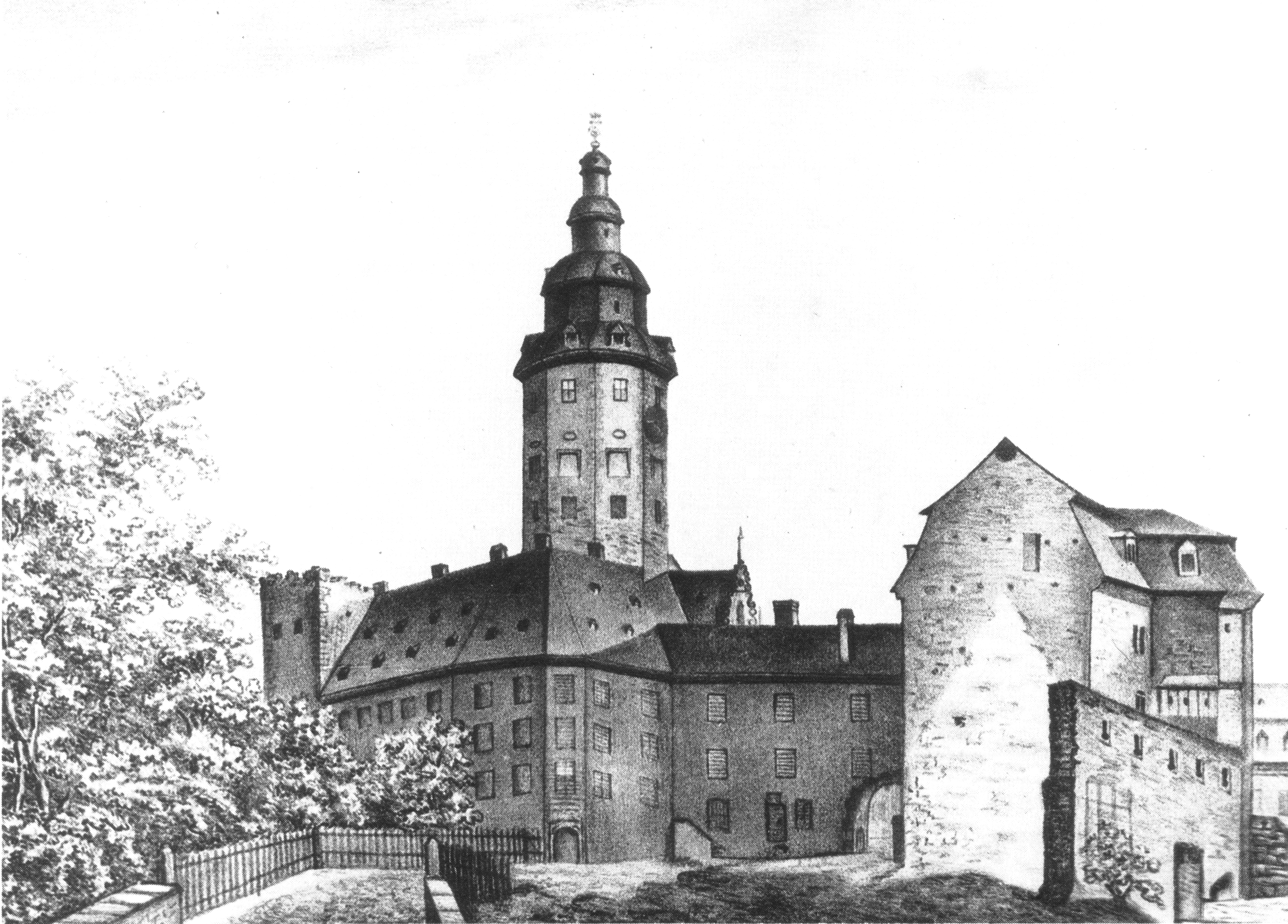
Lithographie „Das alte Schloß in Hanau während des Abbruchs“ (C.W. Woerishoffer 1829, HMH)

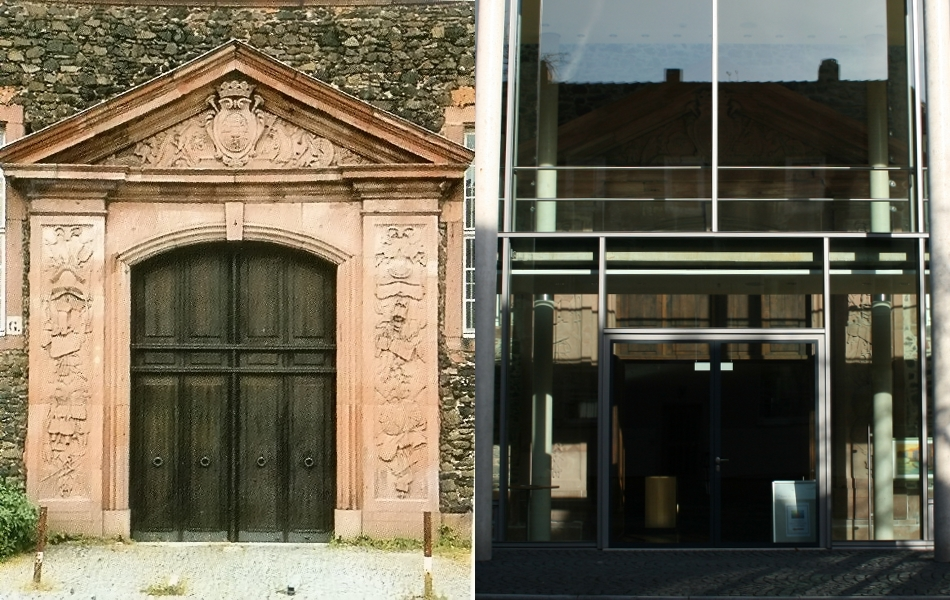
Portal des Marstalls mit Reitutensilien. Früherer Zustand (vor 2002, links) und heute (rechts).

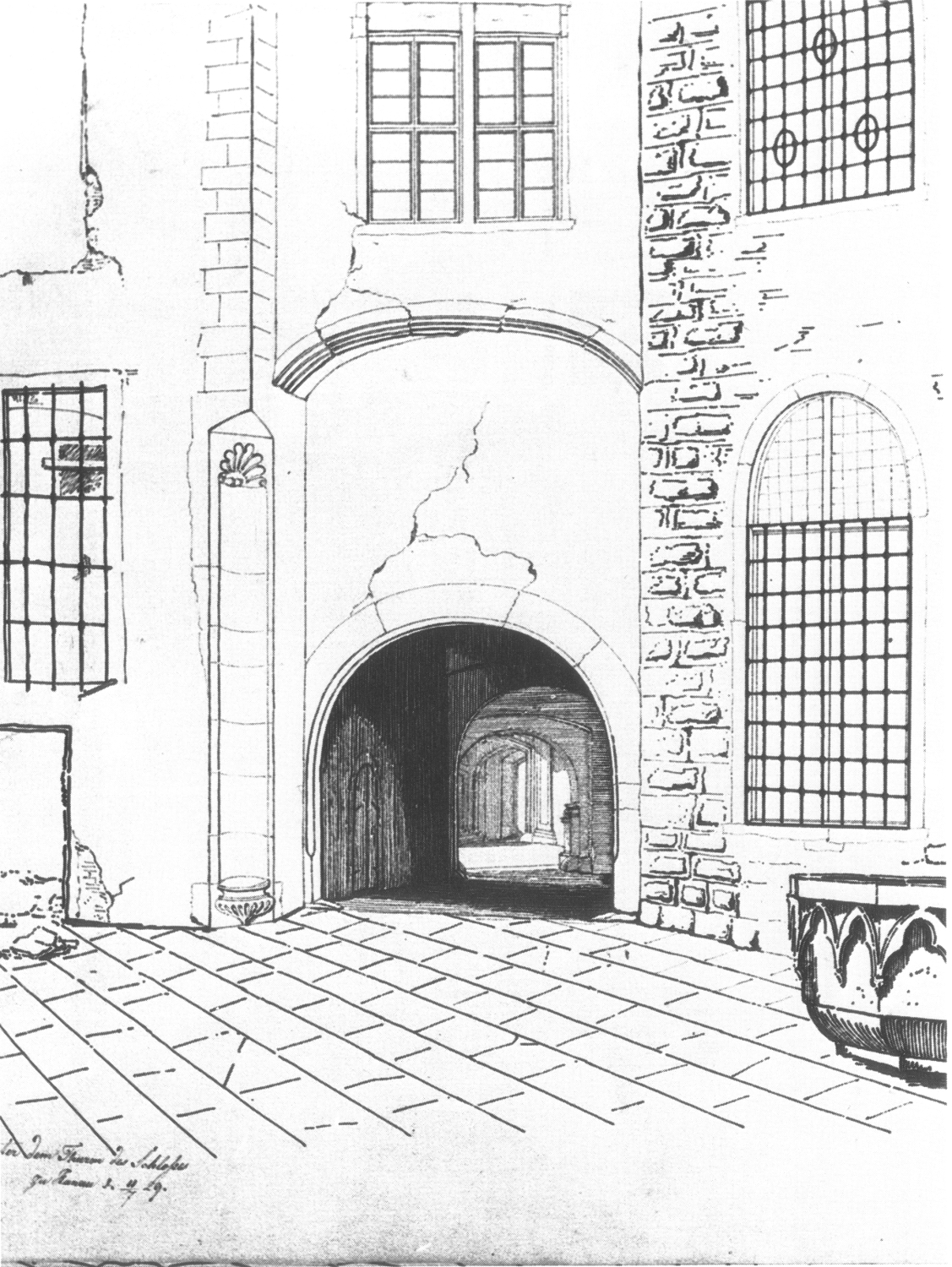
Blick im inneren Schlosshof nach Westen. Federzeichnung von J. C. Stawitz, 1829.

Das Hanauer Stadtschloss (auch Altstädter Schloss oder später Kurfürstliches Schloss genannt) war das Residenzschloss der Grafen von Hanau und später eine Nebenresidenz der Kurfürsten von Hessen-Kassel. Es entstand aus einer mittelalterlichen Burganlage, die im 19. Jahrhundert bis auf wenige Reste abgetragen wurde. Im Zweiten Weltkrieg wurde das Schloss schwer beschädigt und anschließend weitgehend abgerissen. Von der ehemaligen Residenz sind deshalb nur noch einige Nebengebäude erhalten. Während für das Erscheinungsbild der mittelalterlichen Burg nur spärliche Quellen vorliegen, können die verschiedenen Bauzustände ab dem 16. Jahrhundert aus Urkunden und älteren Ansichten rekonstruiert werden.

## Lage
Das Stadtschloss lag im südlichen Bereich des heutigen Schlossgartens, nördlich der Stadthalle und auf einem Teil des Geländes, auf dem heute die Karl-Rehbein-Schule steht auf einer Höhe von etwa 104 m ü. NN. Die Kinzig beschreibt hier einen weiten Bogen von Osten nach Süden und schließt den Schlossbereich ein.

## Baugeschichte

### Mittelalter
Auf einer im Mittelalter von Kinzigarmen umschlossenen Insel ließen die Herren von Hanau-Buchen im 12. Jahrhundert eine Wasserburg errichten. Als Bauherr gilt Dammo von Hagenowe, der 1143 erstmals in einer Mainzer Urkunde genannt wird. Nächstgelegener Ort war die spätere Wüstung Kinzdorf. In den Jahren nach 1170 übernahmen dann die Herren von Hanau-Dorfelden die Burg. Mittlerweile hatten sich im Umkreis der Burg bereits Menschen niedergelassen, der Beginn des Dorfes und der späteren Stadt (seit dem 2. Februar 1303) Hanau.
Die Burg selbst wird als „Castrum in Hagenowen“ erstmals 1234 in einer Urkunde genannt. „Hagenowe“ bezeichnete damals den die Burg umgebenden Wald. Von der Baugeschichte der Burg Hanau im Mittelalter ist wenig bekannt. Archäologische Grabungen in den Jahren 2001 und 2002 haben Teile der Stützmauer des Burggrabens freigelegt, die auf einem Holzrost aus Eiche gründete. Dieses konnte dendrochronologisch auf das Jahr 1302 datiert werden.
Mit Reinhard I. übernahmen die Herren und (seit 1429) Grafen von Hanau, später Hanau-Münzenberg, die Burg Hanau. Im Laufe des 15. Jahrhunderts wurde sie deren Hauptresidenz, die sich vorher zeitweise auch in der Burg Windecken befand.

### Renaissance
1528 begann unter Graf Philipp II. von Hanau-Münzenberg die Neubefestigung von Stadt und Schloss Hanau nach einem neuen, von Albrecht Dürer theoretisch konzipierten Befestigungssystem, das hier erstmals auch tatsächlich gebaut wurde. Dabei wurde der Graben zwischen Burg und Vorburg aufgefüllt und planiert, womit ein innerer Burghof entstand, der spätere „kleine Schlosshof“. Die Arbeiten dauerten bis etwa 1560 in die Regierungszeit von Graf Philipp III. hinein.
Ab dem 16. Jahrhundert entsprach der Lebensstandard in der mittelalterlichen Burg nicht mehr den Erwartungen ihrer Bewohner: Die Burg wurde Schritt für Schritt zu einem Schloss erweitert, wobei sich besonders Graf Philipp Ludwig II. (1576–1612) hervortat. Von 1604 bis 1606 wurde ein neuer Kanzleibau errichtet (der später in den Fürstenbau integriert wurde) sowie ein Portalgebäude mit doppelgeschossigem Erker über der Tordurchfahrt, der sogenannte Erkerbau, im Stil der Renaissance. Der ehemalige Bergfried wurde im oberen Teil modernisiert und mit einer dreigeschossigen Dachbekrönung verziert.
Größere Pläne Philipp Ludwigs II., etwa die Anlage zu einem Renaissanceschloss mit rechteckigem Grundriss zu verändern, wurden nicht verwirklicht. Sein früher Tod und der kurz darauf einsetzende Dreißigjährige Krieg verhinderten das. Im Hessischen Staatsarchiv Marburg ist ein Plan für diese Umbauten erhalten, der nicht problemlos zu interpretieren ist. Geplant war offenbar, im Norden der Anlage einen rechteckigen Trakt zu errichten. In diesen integriert worden wäre der Taubenturm trotz abweichender Ausrichtung, während große Teile der Kernburg mit dem Bergfried abgetragen worden wären. So beschränkte man sich darauf, einen Flügel nordwestlich an die Kernburg anzufügen, der größtenteils aus Fachwerkgebäuden bestand und frontal auf dem Merian-Stich zu erkennen ist.

### Barock
Auch Umbaumaßnahmen im Barock führten zu keiner einheitlichen Anlage. Vielmehr bildeten die Flügel des Schlosses ein unregelmäßiges Ensemble. Graf Philipp Reinhard von Hanau-Münzenberg (1664–1712) begann damit, das Residenzschloss zeitgemäß umzugestalten. Da er 1701 auch den Grundstein für das später nach ihm benannte Schloss Philippsruhe legte, waren die Baumaßnahmen am Stadtschloss eher zurückhaltend. Zuerst entstand 1685 bis 1691 im südlichen, zur Stadt hin gelegenen Schlosshof ein weiterer Kanzleibau (von 1953 bis 2015 als Stadtbibliothek genutzt), eines der wenigen Gebäude der Anlage, die sich bis heute erhalten haben. Im Nordflügel des Schlosses, dem bisherigen Kanzleigebäude, wurden Wohnräume eingerichtet. Auf einer Fläche neben dem Schloss, die bis dahin als Garten genutzt wurde, ließ Graf Philipp Reinhard einen Marstall errichten, der erst unter seinem Bruder und Nachfolger, Johann Reinhard (1665–1736), 1713 vollendet wurde. Architekt war Julius Ludwig Rothweil, der auch die Pläne für Schloss Philippsruhe entworfen hatte. Die Brücke über den Schlossgraben musste aufgrund des Baus des Marstalls verlegt und durch eine neue ersetzt werden.
Johann Reinhard, der letzte Graf aus dem Haus Hanau, ließ den Nordflügel des Schlosses in östlicher Richtung verlängern. Außerdem erhielt der Fürstenbau ein repräsentatives Portal mit je einem Säulenpaar zu beiden Seiten und einem darüber liegenden Balkon. 1723 bis 1728 ließ Johann Reinhard den Schlossgraben verfüllen und östlich des Marstalls eine neue Remise errichten, die später, unter der Regentschaft von Landgräfin Maria von Hessen-Kassel (1723–1772), Regentin der Grafschaft Hanau-Münzenberg von 1760 bis 1764, zum Friedrichsbau umgebaut wurde. Dieser Gebäudetrakt lag in etwa dort, wo heute die Karl-Rehbein-Schule steht. Landgräfin Maria ließ 1766 ebenfalls den Schlossgarten anlegen.
1732 wurde das Regierungsgebäude nach Süden verlängert und bekam, ebenso wie der Fürstenbau, ein Mansarddach. Ebenfalls unter Landgräfin Maria entstand das Witwenpalais, das später als Finanzhof des Schlosses und bis 1945 als Hochbauamt genutzt wurde. Mit diesen Neubauten hatte das Hanauer Stadtschloss Ende des 18. Jahrhunderts seine größte Ausdehnung erreicht. Nach dem Tod des letzten Grafen aus dem Haus Hanau war die Grafschaft Hanau-Münzenberg mit ihrer Hauptstadt Hanau an die Landgrafschaft und das spätere Kurfürstentum Hessen gefallen. Das Schloss fungierte hin und wieder als Nebenresidenz von Mitgliedern der landgräflichen, später kurfürstlichen Familie. So war es von 1786 bis 1792 der Witwensitz von Landgräfin Philippine, der zweiten Ehefrau Friedrichs II. von Hessen-Kassel, einer geborenen Prinzessin von Preußen aus der Nebenlinie Brandenburg-Schwedt. Sie versah das Schloss mit einer luxuriösen Ausstattung im neuesten Geschmack, die sie aber nach 1792 in ihr neues Palais in Berlin mitnahm.
Während der Episode des Großherzogtums Frankfurt, zu dem Hanau für einige wenige Jahre gehörte, war das Stadtschloss von Hanau Tagungsort der einzigen Sitzung der Ständeversammlung des Großherzogtums, die am 15. Oktober 1810 eröffnet wurde.

### Vom Beginn des 19. Jahrhunderts bis zum Zweiten Weltkrieg
1829/30 wurde der mittelalterliche Teil der Anlage, die ursprüngliche Burg, unter Kurfürst Wilhelm II. abgerissen, um mehr Platz für den Schlossgarten und eine Remise zu schaffen. Die mittelalterlichen Teile entsprachen in keiner Weise mehr den Nutzungsvorstellungen des 19. Jahrhunderts und der historische Aspekt der Anlage zählte für Wilhelm II. nicht.
1866 wurde das Kurfürstentum Hessen von Preußen annektiert, und das Schloss wurde staatlicherseits nicht mehr als Residenz benötigt. 1890 kaufte die Stadt Hanau das Schloss. Im Fürstenbau und im Friedrichsbau entstanden Wohnungen und Büros. Im Fürstenbau befand sich ab 1927 auch die Dienstwohnung des Oberbürgermeisters. In das ehemalige Kanzleigebäude zog das Museum der Wetterauischen Gesellschaft für die gesamte Naturkunde ein. Außerdem befand sich im Stadtschloss zeitweise eine Postfiliale, die Handelskammer, eine Musikakademie, eine pharmazeutische Fabrik, das Standesamt und ab 1942 das Museum des Hanauer Geschichtsvereins.
1928 wurde der Marstall zur Stadthalle umgebaut. Die markanteste bauliche Veränderung an der Außenfassade bestand in einem Sandsteingiebel, der als neuer Haupteingang an der zum Schlossplatz gelegenen Schmalseite des Gebäudes vorgeblendet wurde. Die Stadthalle konnte für Veranstaltungen, Konzerte, Theatervorstellungen, Ausstellungen, Tagungen, Lichtbilder- und Filmvorführungen genutzt werden. Nach der Machtergreifung der Nationalsozialisten inszenierten diese dort am 28. März 1933 die erste gleichgeschaltete Stadtverordnetenversammlung als nationalsozialistische Kundgebung im großen Saal. Während des Zweiten Weltkrieges diente sie als Lazarett.

### Zerstörung
Beim Luftangriff auf Hanau am 6. Januar 1945 sowie bei einem weiteren Angriff am 19. März 1945 der Royal Air Force wurden das Stadtschloss und die Stadthalle zerstört. Dabei verbrannte auch ein Teil der im Museum des Geschichtsvereins ausgestellten Sammlung. Nach dem Krieg wurden ausschließlich die Stadthalle und das Kanzleigebäude wieder aufgebaut. Die Stadthalle wurde am 16. Dezember 1950 wieder eröffnet. Das Stadtschloss, von dem die Außenwände erhalten waren, wurde, wie einige andere stark beschädigte, wichtige historische Gebäude in der Hanauer Innenstadt, etwa das barocke Zeughaus, das barocke Stadttheater am Freiheitsplatz sowie das Edelsheimsche Palais, aber abgerissen, obwohl es Stimmen gab, etwa von Seiten des Geschichtsvereins, den Fürsten- und Friedrichsbau zu erhalten. Offizielle Begründung war, dass sich angesichts des knappen Wohnraums Leute in den ausgebrannten Ruinen wohnlich niederlassen könnten. Doch standen von den Schlossgebäuden nur mehr die Außenmauern. Tatsächlich dürfte die Abneigung der damaligen Kommunalverwaltung gegen die als nutzlos klassifizierten Reste einer Vergangenheit, mit der man sich nicht mehr identifizierte, und die völlig entgegengesetzten Zielvorstellungen damaliger Architektur eine Triebfeder gewesen sein. Sehr bald baute die Stadt dort „moderne“ und funktionale Gebäude wie die Karl-Rehbein-Schule und den Bürgerhaus-Anbau an der Stadthalle. Der Hanauer Politiker Heinrich Fischer soll sich mit dem Ausspruch: „Wir haben die Spuren des Feudalismus beseitigt“, gebrüstet haben.
In den Jahren 2001 bis 2003 wurde die Stadthalle grundsätzlich erneuert, in ein neues Kongresszentrum (Congress Park Hanau, CPH) einbezogen und an ihrer Südseite mit einem modernen Vorbau versehen, der, obwohl weitestgehend aus Glas gestaltet, die historische Fassade und das reich verzierte barocke Sandsteinportal des südlichen Tores größtenteils verdeckt. Gleichwohl handelt es sich bei der Stadthalle um ein Kulturdenkmal nach dem Hessischen Denkmalschutzgesetz. Das Bürgerhaus wurde abgerissen und durch die moderne Bebauung des CPH ersetzt.

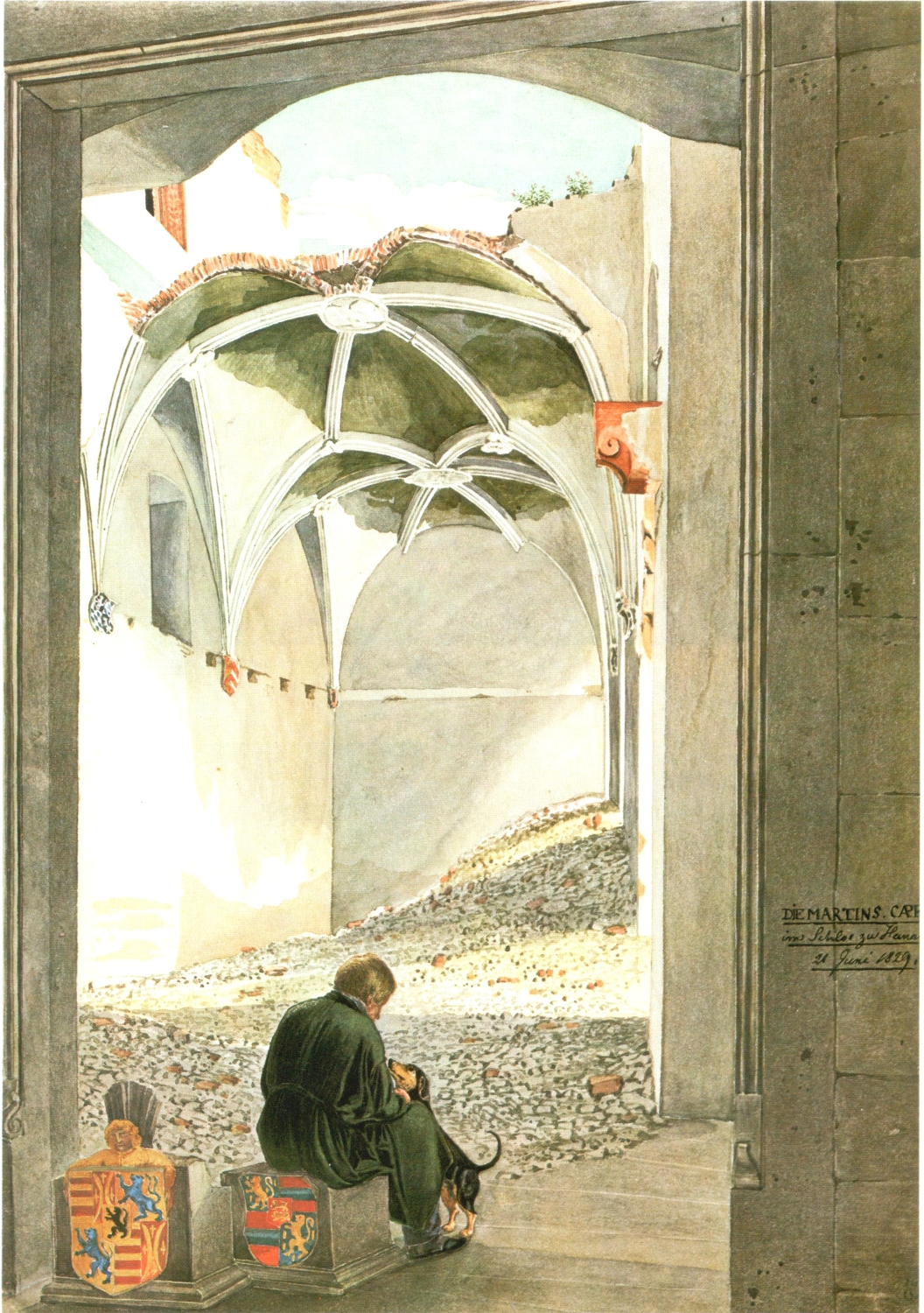
Ansicht der Schlosskapelle während des Abbruchs. Skizze von J. E. Ruhl, 1828.
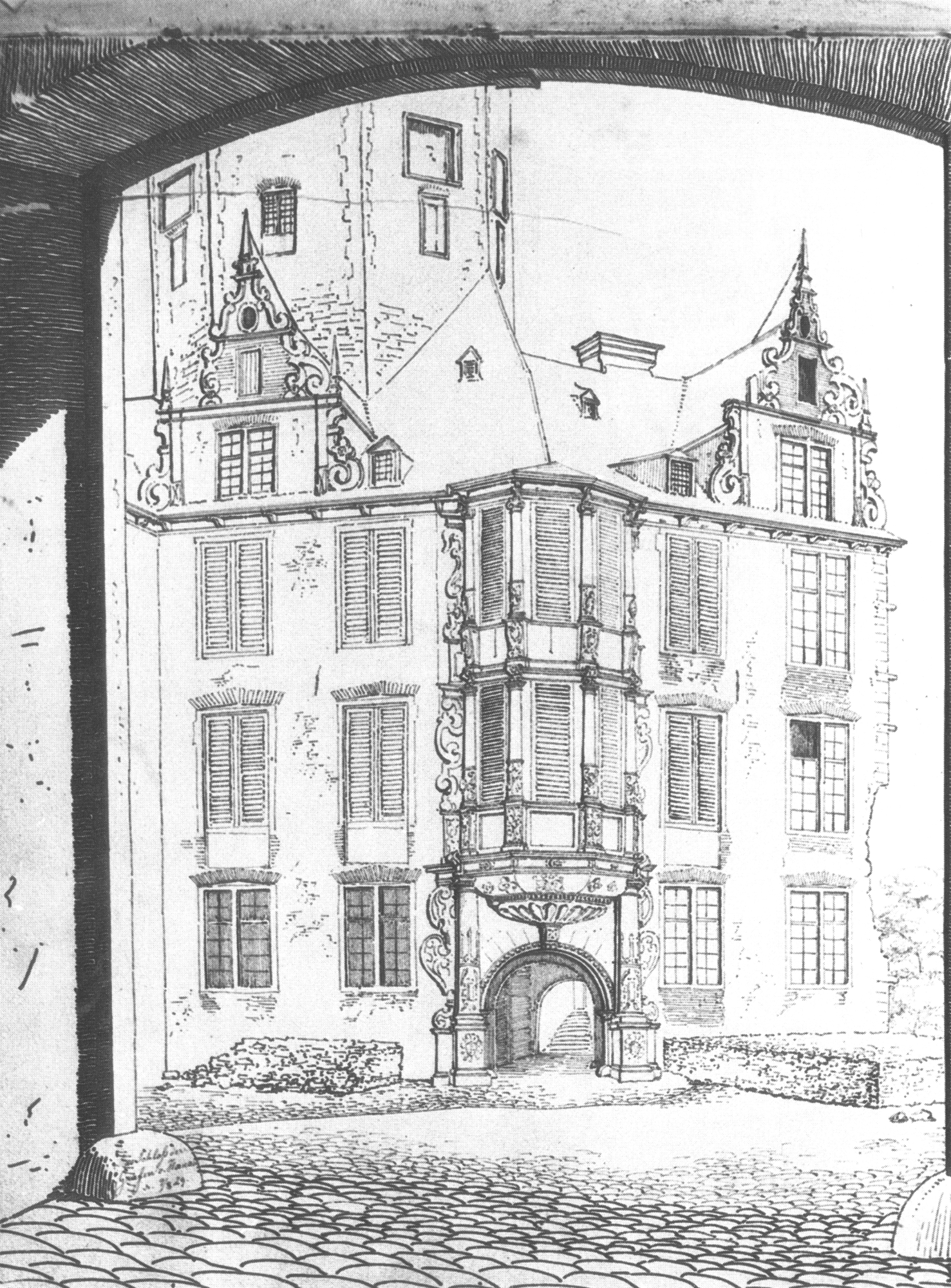
Ansicht des Erkerbaus während des Abbruchs. Federzeichnung von J. C. Stawitz, 1829.
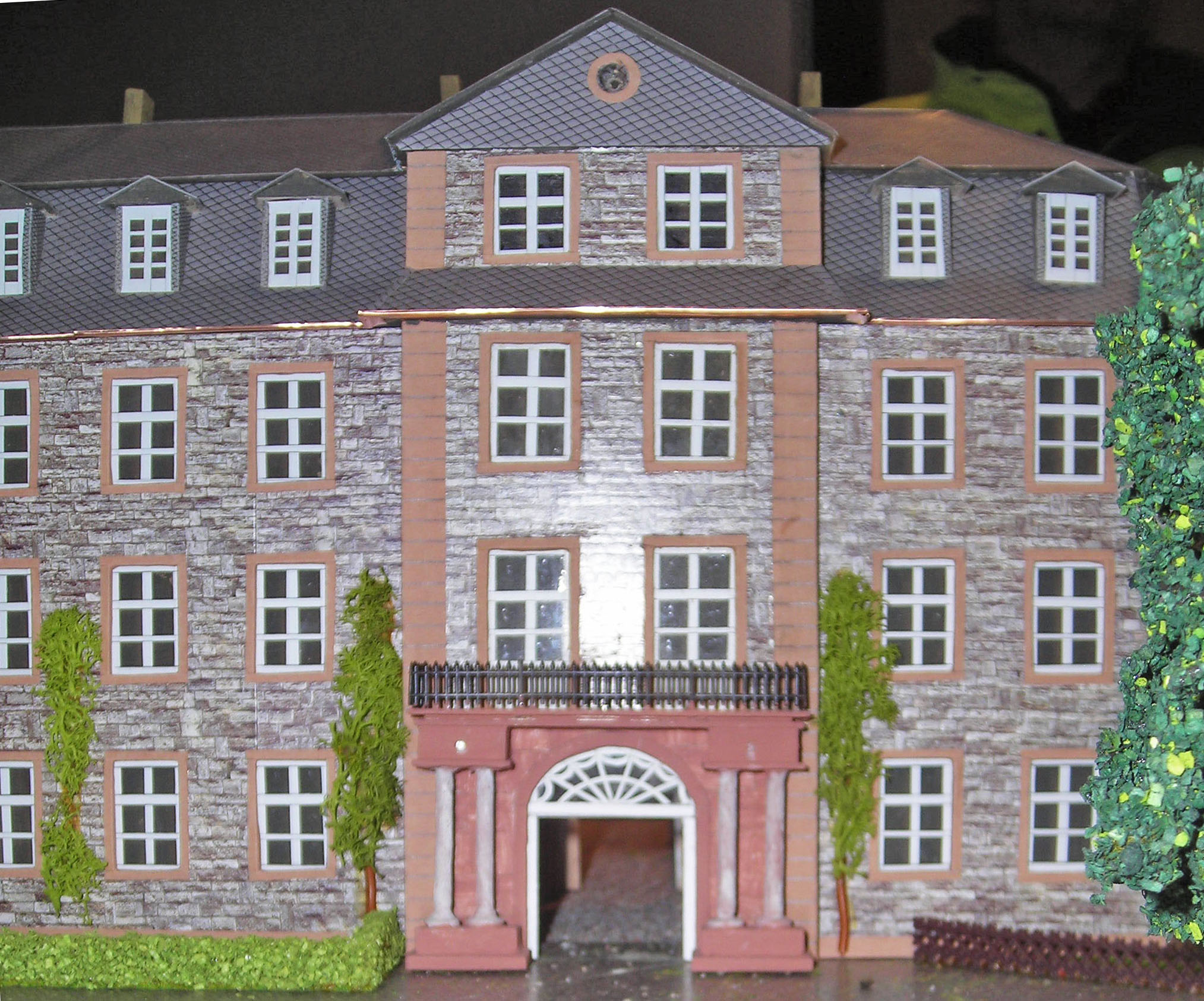
Haupteinfahrt durch den Fürstenbau vom Schlossplatz im Altstadtmodell von G. Jakob.
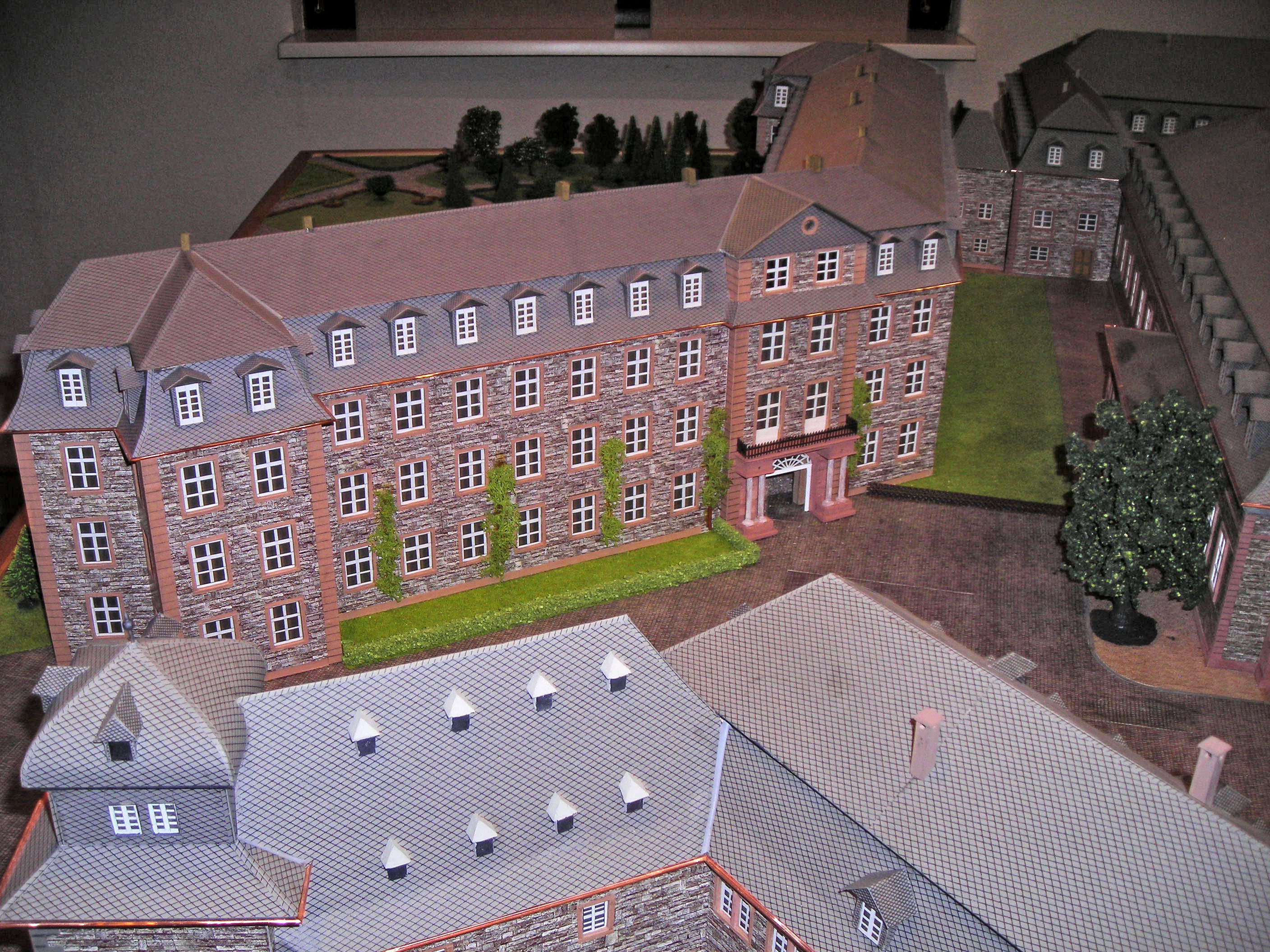
Fürstenbau vom Schlossplatz im Modell.
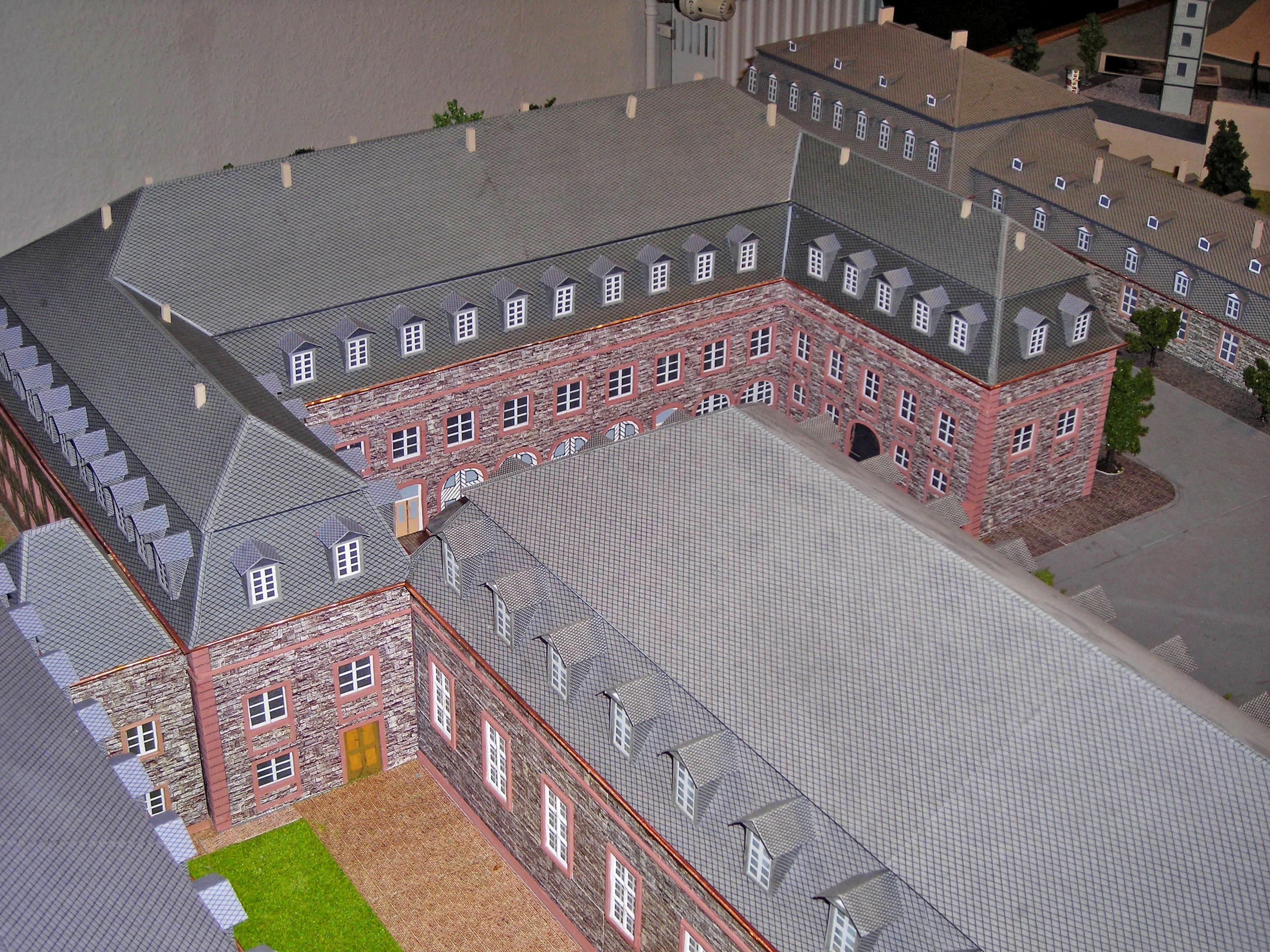
Friedrichsbau. Im Vordergrund Marstall/Stadthalle/Congress Park Hanau.

## Gebäude

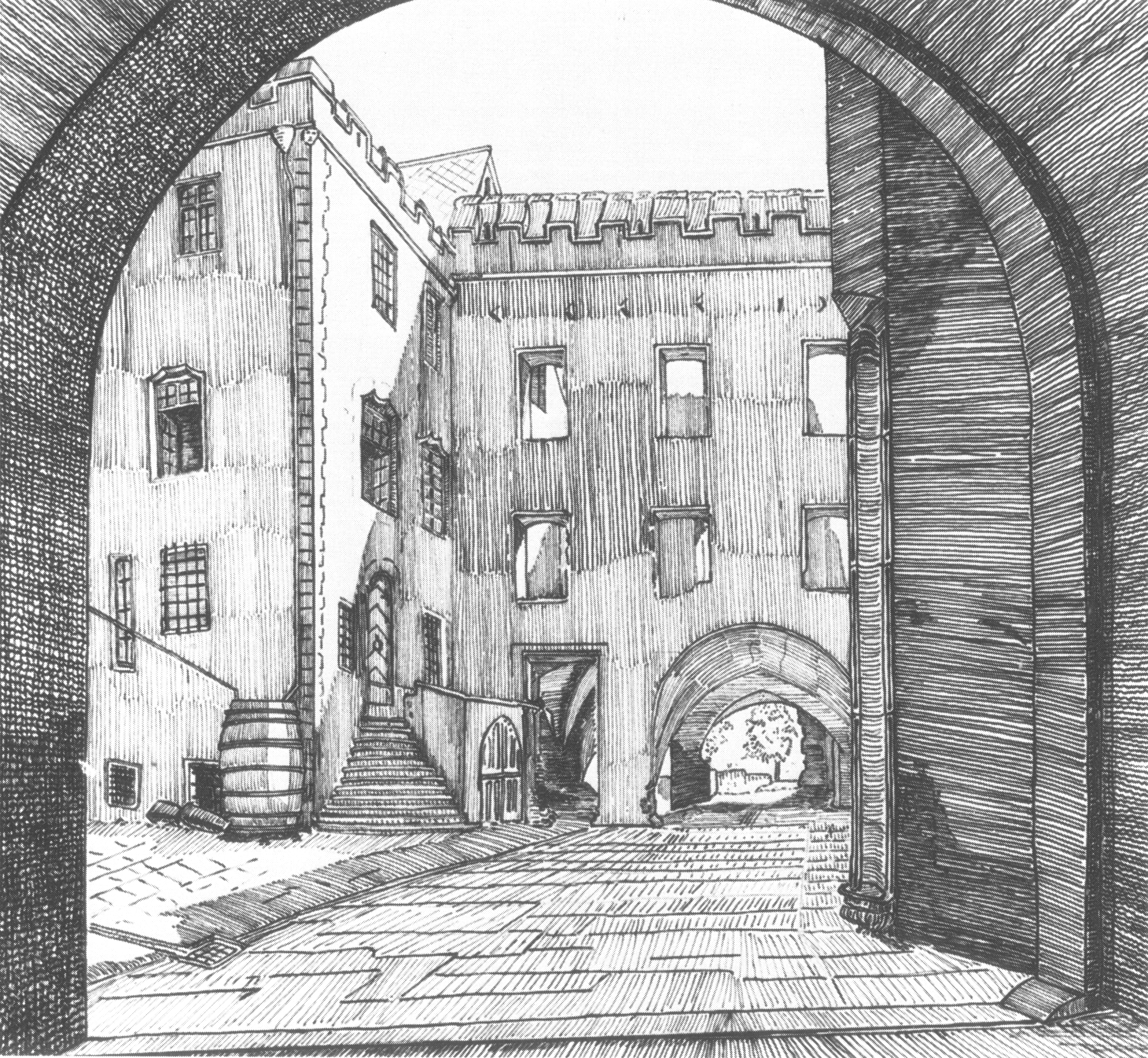
Blick im inneren Schlosshof nach Süden. Skizze von J. E. Ruhl, 1829

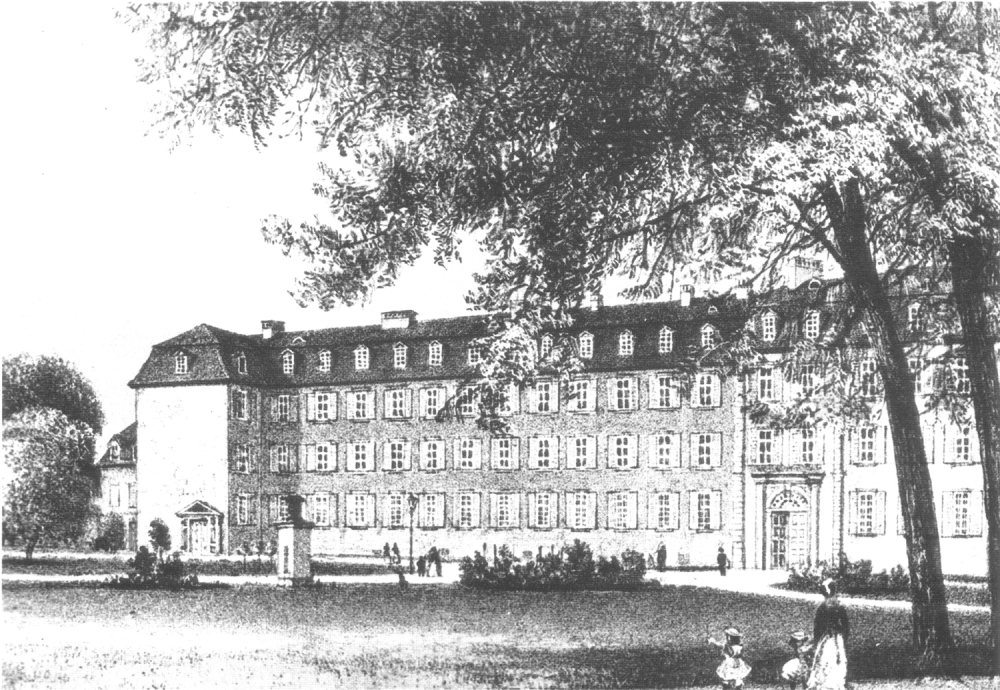
Der Fürstenbau vom Schlosspark aus. Lithographie von R. Geissler, um 1880

### Mittelalterliche Burg
Die ursprüngliche Wasserburg bestand vermutlich aus den typischen Gebäuden einer Burggründung dieser Zeit: Wehrmauer und Graben, zugbrückengeschütztes Tor, Palas, Bergfried und Wirtschaftsgebäude. Von der Bauform ähnliche Residenzen sind die ebenfalls aus mittelalterlichen Anlagen hervorgegangenen Schlösser Babenhausen, Büdingen und Erbach. Da die Anlage aus einer kleinen Wasserburg hervorgegangen ist, wurden im Laufe der Jahrhunderte zahlreiche Umbauten vorgenommen, bei denen die Innenhöfe fast vollständig überbaut wurden. Der enge Raum in den Innenhöfen der Burg wird auf zahlreichen Stichen deutlich. Zeichnungen der Innenhöfe, die kurz vor dem Abbruch 1829 entstanden, zeigen mindestens zwei enge Tordurchfahrten in der Kernburg.

#### Bergfried
Der markanteste Teil der mittelalterlichen Burganlage war der Bergfried (auch Heidenturm genannt) im Innenhof. Bei dem Turm handelte es sich lange Zeit um das höchste Gebäude der Stadt und das Kernstück der mittelalterlichen Anlage. Unklar ist, ob er einen sechs- oder achteckigen Grundriss besaß. Es gibt Pläne und Ansichten, für beide Versionen. Die frühesten Stadtansichten um 1600 zeigen ihn bereits mit einer dreigeschossigen Bekrönung und Kuppeldächern, die er bei einem Umbau 1605 unter Graf Philipp Ludwig II. erhielt. Über die frühere Form des oberen Abschlusses kann nur spekuliert werden. Aufgrund der Höhe und Grundfläche könnte es ein Butterfassturm gewesen sein. Ansichten aus dem inneren Schlosshof zeigen, dass er nach dem Umbau vom Anfang des 17. Jahrhunderts ein Mauerwerk aus Bossenquadern sowie im unteren Teil Bauschmuck in Form von muschelbekrönten Nischen besaß. In späterer Zeit trug der Turm eine Turmuhr. Beim Abriss 1829 gab es Versuche, wenigstens den Turm zu erhalten, eine Petition der Hanauer Bürgerschaft hatte aber keinen Erfolg. Die Turmuhr wurde transloziert und am Ende des 19. Jahrhunderts im Turm der Johanneskirche eingebaut.

#### Archivturm
Im Osten der Kernburg befand sich der zweitgrößte Turm (auch Taubenturm), der die Burg zur Feldseite hin verstärkte. Er dürfte neben dem Bergfried der älteste Teil der Burg gewesen sein und verband die in stumpfem Winkel aufeinander zulaufenden Wohngebäude der Burg an der Nordostseite. Der Hanauer Archivar Johann Adam Bernhard vermerkt, dass er daran die Jahreszahl 1375 gefunden habe. Spätere Stiche zeigen ihn mit steilem Satteldach und einem kleinen Erker, wahrscheinlich ein Abortschacht. Der Name Archivturm belegt, dass im Turmgewölbe wohl längere Zeit das gräfliche Archiv lagerte, möglicherweise in der Zeit vor der Errichtung des neuen Kanzleibaus.

#### Martinskapelle
Die Existenz einer Schlosskapelle erschließt sich hauptsächlich aus schriftlichen Quellen. Ob sie bereits mit Gründung der Burg im 12. Jahrhundert gebaut wurde, ist unklar, denn erst 1344 wird ein Martinsaltar in der Burg erwähnt, 1399 eine Martinskapelle. Sie lag östlich des Eingangs zum Innenhof in Nachbarschaft zum späteren Erkerbau. Die einzige Abbildung besteht in einer Farbzeichnung des Hofbaumeisters Julius Eugen Ruhl. Darauf ist der teilweise abgebrochene Innenraum der Kapelle (1829) zu sehen. Balkenlöcher in der Wand lassen vermuten, dass eine Empore existierte. Der noch nicht abgerissene Teil der Decke enthält ein spätgotisches Netzgewölbe, das nach unten von Wappen von Hanau und der Pfalz abgeschlossen wird. Es stammt also aus der Zeit Philipps III. (1526–1561) und seiner Gemahlin Helena von Pfalz-Simmern. Die am Boden stehenden Konsolsteine tragen das Ahnenwappen Helenes sowie das Wappen der Adriana von Nassau-Dillenburg, Gemahlin Philipps des Jüngeren (1449–1500). Die im Bild sichtbaren Teile der Kapelle dürften insgesamt aus dieser Zeit stammen.
Bei Übernahme der Regierung in der reformierten Grafschaft Hanau-Münzenberg durch den lutherischen Grafen Friedrich Casimir von Hanau 1642 war die Martinskapelle zunächst der einzige Ort in der Grafschaft, an dem dem neuen Landesherrn von seinen reformierten Untertanen der lutherische Gottesdienst gestattet wurde. Dies schrieb ein Vertrag zwischen Landesherr und reformierter Elite der Neustadt Hanau fest und ermöglichte es Friedrich Casimir überhaupt erst, die Regierung in Hanau anzutreten. 1658 konnte dann die lutherische Johanneskirche errichtet werden.

#### Erkerbau
Der sogenannte Erkerbau (fertiggestellt 1610) ersetzte unter Graf Philipp Ludwig II. das bisherige innere Burgtor. Der innere Graben wurde (wohl schon 1528) eingeebnet. Der Erkerbau stand damit an der Stelle des früheren Vorhofs und der Hofstube. Der Bauplan ist im Hessischen Staatsarchiv Marburg erhalten. Der Graf wünschte, dass „mit der zeit übers thor ein erker gemacht werden (soll), so breit als das thor ist.“ Eine Federzeichnung des Architekten Johann Caspar Stawitz zeigt den Erkerbau aus der Durchfahrt durch den vorgelagerten Fürstenbau während des Abbruchs 1829/30. Darauf ist ein zweiflügeliges, dreigeschossiges Gebäude zu erkennen, in dem sich mittig die Hofeinfahrt in den Innenhof des Schlosses befand. Über dem Tor befindet sich ein breiter, zweigeschossiger Erker, der die beiden in stumpfem Winkel aufeinander zulaufenden Flügel verbindet. Das Dach wird rechts und links des Erkers durch Zwerchhäuser betont. An den Zwerchhäusern und den Übergängen des Gebäudes befindet sich Rollwerkschmuck.

#### Wohngebäude
Die einzelnen Wohngebäude der mittelalterlichen Burganlage sind schwer zu identifizieren. Das liegt zum einen an den zahlreichen Umbauten, die dazu führten, dass die Innenhöfe der Kernburg im Laufe der Zeit immer enger wurden. Zum anderen gibt es wenige Ansichten des hinteren (nordöstlichen) Schlossbereichs. Die zahlreichen Umbauten belegen, dass mit dem Machtzuwachs der Hanauer Grafen auch ein zunehmender Raumbedarf verbunden war und die Anlage nur selten den Vorstellungen ihrer Bewohner entsprach.

#### Vorburg
Die Lage der Vorburg festzustellen, ist wegen der zahlreichen Umbauten der Schlossanlage nicht einfach. Außerhalb der Kernburg mit den zwei Innenhöfen scheint zunächst der Bereich direkt südlich diese Funktionen erfüllt haben. Nach Errichtung der neuen Stadtbefestigung 1528 kam ein weiterer Vorhof im Westen hinzu. Bereits 1634 wurde dieser westliche Zugang anscheinend wieder verschlossen, möglicherweise als Folge der Belagerung Hanaus im Dreißigjährigen Krieg. Mit den Erweiterungen unter Philipp Ludwig II. griff das Schloss in die nördlichen Bereiche der Altstadt hinüber. Die Chronik des Johann Adam Bernhard erwähnt neben der alten Kanzlei ein Brau- und ein Badhaus. Im Westen der Vorburg befand sich der gräfliche Fronhof. Vor dem neuen Kanzleigebäude stand von 1829 bis 1886 ein Wachtgebäude, das auf einer Lithographie um das Jahr 1870 zu sehen ist.
Im Hochmittelalter sind hier die Burgmannenhäuser der niederadeligen Burgmannen urkundlich belegt. Darunter sind zahlreiche bekannte Namen, was Rückschlüsse auf die Bedeutung der Hanauer Grafen in der Wetterau zulässt: von Breidenbach, Bellersheim, Carben, Dorfelden, Riedesel, Hulzhofen, Heusenstamm, Spechte von Bubenheim, Hadersdorf, Cronberg, Buches und Reifenberg. Durch die zugehörigen Wirtschaftshöfe dieser Burgmannenhäuser dürfte die sogenannte Burgfreiheit einen beträchtlichen Teil der Altstadt eingenommen haben, etwa bis zur heutigen Johanneskirchgasse und zum Johanneskirchplatz. Die Anwesen der Burgfreiheit waren von der Verwaltung der Altstadt Hanau unabhängige Lehen des Landesherrn.

### Neuzeitliches Schloss

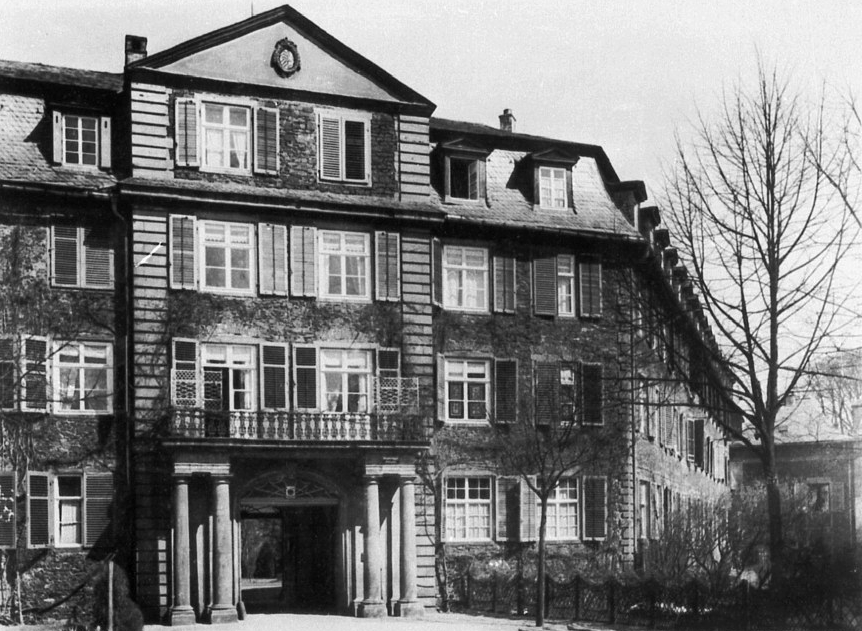
Ansicht des Fürstenbaus, Stadtseite (etwa 1910–1920)

#### Fürstenbau
1713, noch während der Bauzeit des gräflichen Schlosses Philippsruhe in Kesselstadt, ließ Graf Johann Reinhard III. – vielleicht durch Christian Ludwig Hermann – ein langgezogenes Wohn- und Schlossgebäude an Stelle der alten Vorburg errichten. Ein Kellereigebäude im Osten wurde dabei in den Fürstenbau integriert und auf die Höhe von drei Geschossen angepasst, ebenso entstand im Westen der Anlage ein kleiner Risalit, weil dort ein quer stehendes Gebäude der Vorburg integriert wurde. Das dreigeschossige Gebäude stieß im stumpfen Winkel auf das alte Kellereigebäude. Verbindend war das dort zentral im Gebäude liegende Eingangstor, bis 1830 auch Durchfahrt zu den älteren Teilen des Schlosses. Schmucklisenen aus Bossenquadern betonten die kleinen Mittelrisalite. Auf der Parkseite standen neben dem Portal zwei Säulen, zur Stadtseite hin vier, darüber ein Balkon. Der Fürstenbau bildete nach Abriss der mittelalterlichen Schlossgebäude den Abschluss des Schlossplatzes zum Schlosspark. Nach der Zerstörung 1945 wurde aus diesem Grund versucht, wenigstens dieses Gebäude zu erhalten. Die Stadt ließ die Ruine aber 1956 abtragen.

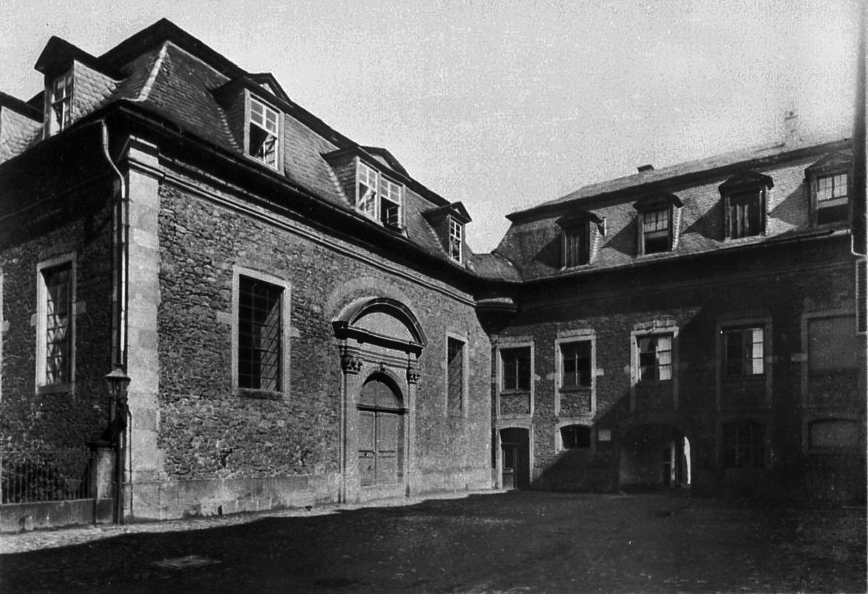
Der Friedrichsbau zwischen 1910 und 1920

#### Friedrichsbau
Der Friedrichsbau, fertiggestellt 1763 unter der Vormundschaftsregierung der Landgräfin Maria, befand sich östlich des Marstalls und bildete eine U-förmige Fortsetzung des Fürstenbaus nach Süden. An seiner Stelle hatte zuvor eine Remise gestanden. Beide Gebäude weisen einen ähnlichen Grundriss auf, wahrscheinlich wurde die Remise beim Umbau einbezogen, denn sie besaß Stallungen und Räume für das Personal. Auch nach dem Umbau war der Friedrichsbau nur zweigeschossig, er erhielt aber ein hohes Mansarddach. Fotos zeigen Bruchsteinmauerwerk aus Basalt ähnlich dem Fürstenbau und der Kanzlei. Auch hier waren die Tür- und Fenstergewände in Sandstein gearbeitet. Insgesamt waren die Gebäude des Stadtschlosses schlicht. Ein wesentlicher Unterschied zu den Stadtgebäuden wird auf alten Fotos deutlich: Das Stadtschloss war größtenteils mit Schiefer gedeckt, während für die Gebäude der Altstadt fast durchgängig Ziegel verwendet wurden.
Der Friedrichsbau war wie zuvor die Remise nicht unterkellert. Beim Ausschachten für den Neubau der Karl-Rehbein-Schule im Juni 1956 wurde unter dem Friedrichsbau ein hölzerner Pfahlrost entdeckt. In der Baugrube selbst gab es Wassereinbrüche. Offensichtlich war dieser Teil des Schlosses auf einem zugeschütteten Altarm der Kinzig erbaut worden. Das Holz hatte deshalb aufgrund von Feuchtbodenerhaltung die Jahrhunderte überdauert.

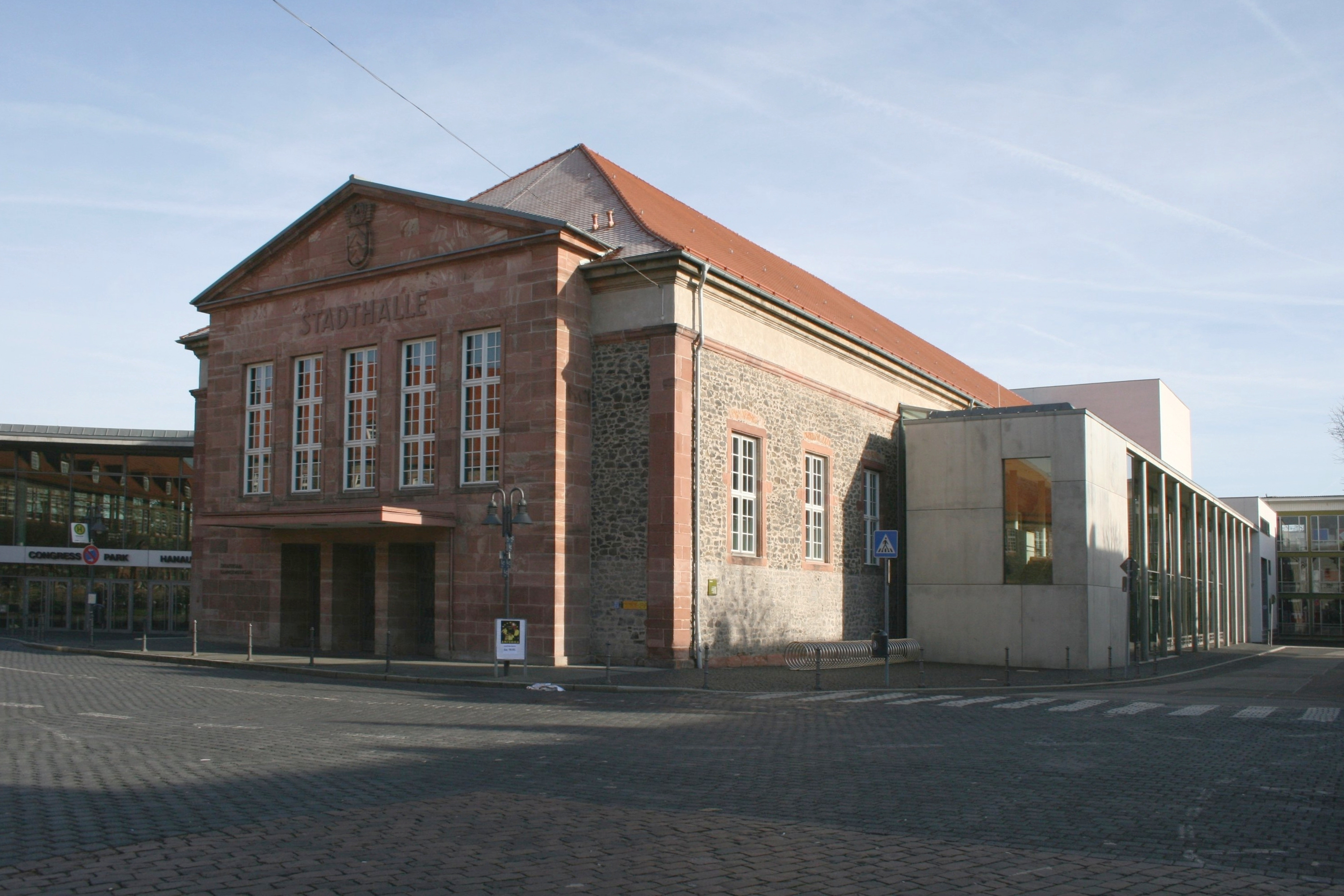
Ansicht des Marstalls von Südwesten, 2008

#### Marstall
Der Marstall ist eine ehemalige barocke Reithalle (1711/13), die nach einem Entwurf von Julius Ludwig Rothweil erbaut und 1928 zu einer Veranstaltungshalle („Stadthalle“) umgebaut wurde. Bei diesem Umbau erhielt sie an der Stirnseite zum Schlossplatz ein neues Sandsteinportal mit Hanauer Wappen im Stil der Zeit vorgeblendet. Nach dem Abbruch der Kriegsruine des Fürstenbaus wurde nördlich ein funktionaler Anbau angegliedert („Bürgerhaus“), der 2001 aufgrund von Astbestbelastungen dem neuen Congress Park Hanau (seit 2003), einem Kongress- und Veranstaltungszentrum, weichen musste. In diesen Congress Park Hanau wurde auch der Marstall einbezogen, dabei erneut umgestaltet und mit einem modernen Begleitbau versehen. An die östliche Schmalseite wurde ein erweitertes Bühnengebäude angebaut, sodass die historischen Fassaden heute alle mit modernen Gebäudeteilen verkleidet sind. Dadurch nur noch schwer erkennbar ist das Portal an der Südseite des Marstalls aus rötlichem Sandstein, auf dessen Pilaster diverse Reitutensilien angebracht sind. Über dem Tor befindet sich das Hanau-Lichtenberger Wappen.

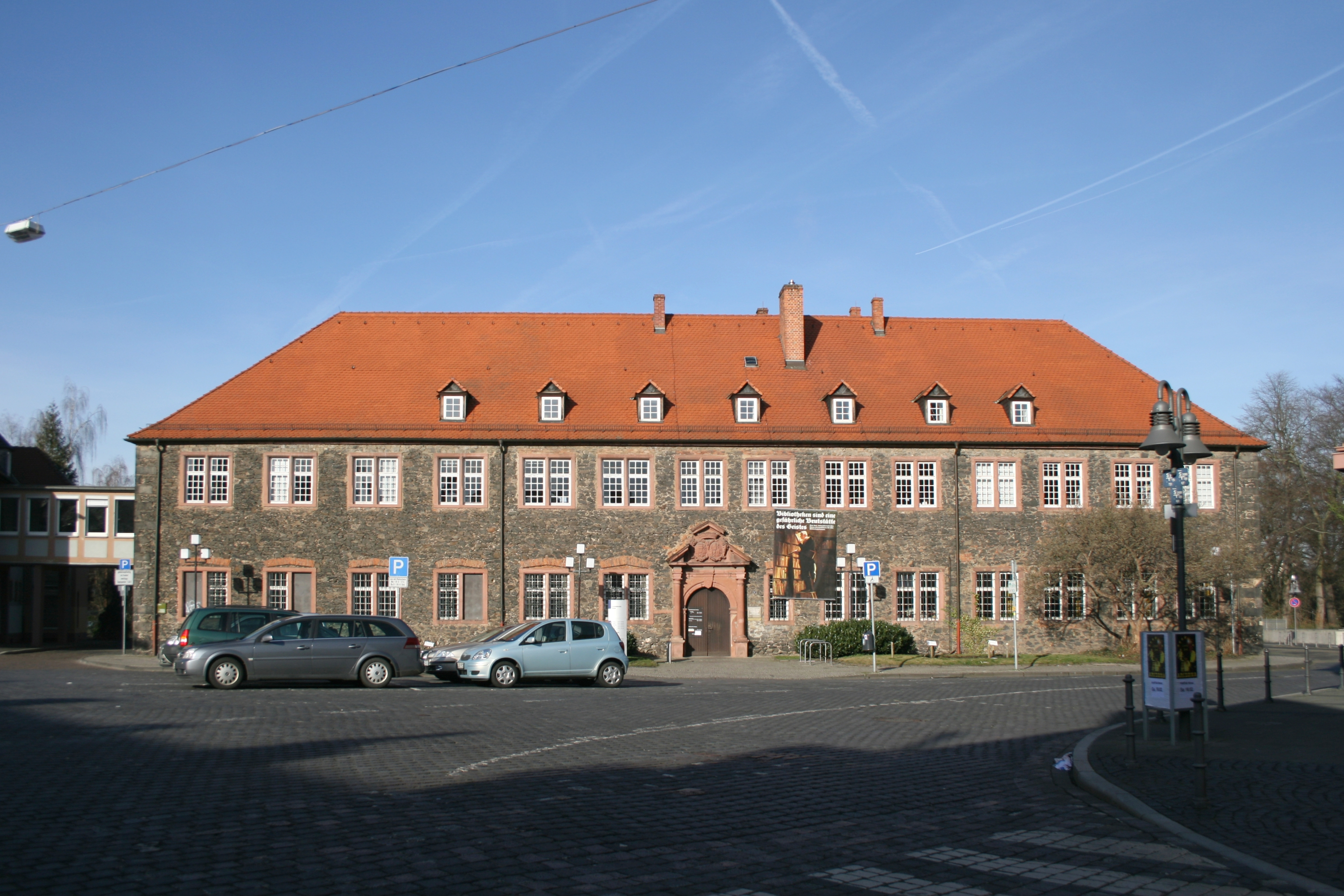
Kanzleigebäude vom Schlossplatz aus

#### Kanzleigebäude (ehemalige Stadtbibliothek)
Das ehemalige Kanzleigebäude wurde 1685–1691 errichtet. Architekt war Johann Philipp Dreyeicher. Es wird seit dem 19. Jahrhundert kulturell genutzt. Bis 2015 beherbergte es die Stadtbibliothek mit landeskundlicher Abteilung Hanau-Hessen, das Stadtarchiv Hanau, seit 1868 die Wetterauische Gesellschaft für die gesamte Naturkunde und den Hanauer Geschichtsverein. Diese sind nun im Forum Hanau untergebracht. Das Gebäude besteht aus dunklen Basalt-Bruchsteinen. Fenster- und Türlaibungen sind aus rotem Mainsandstein gearbeitet. Doch war das Gebäude anscheinend in früherer Zeit verputzt, wie alte Ansichten zeigen. Der Kanzleibau trug zuerst ein einfaches Satteldach und wurde erst während des Baus des Marstalls mit einem Mansarddach gedeckt. Heute trägt er wieder ein Satteldach. Über dem Eingang befindet sich das Doppelwappen von Graf Philipp Reinhard und seiner Frau, Pfalzgräfin Magdalena Claudia von Pfalz-Zweibrücken-Birkenfeld-Bischweiler (1668–1704), darüber die Jahreszahl 1691 (Fertigstellung des Gebäudes). Das Portal wurde von dem Steinmetzen Andreas Neubau aus Ortenberg geschaffen.

#### Wasserturm
Der Wasserturm ist der letzte erhaltene Befestigungsturm der Umwehrung von Schloss und Stadt Hanau. Er war das Verbindungsstück zwischen Burg, Vorburg und Stadtbefestigung und erhielt seinen Namen von der Lage im Wasser des Schloss- und Stadtgrabens. Der Wasserturm entstand wohl im 14. Jahrhundert zusammen mit der 1338 erstmals genannten Stadtbefestigung. Spätestens ab 1543 bis 1829 diente er teilweise als Militärgefängnis, seit 1962 sind in ihm Teile des Stadtarchivs untergebracht. An seiner Ostseite ist im Mauerwerk der Querschnitt der ehemaligen Stadtmauer und ihres Wehrgangs noch abzulesen. Die heutige Bedachung entstammt wohl der Barockzeit. Der Wasserturm ist das letzte Gebäude des ehemaligen Schlosses, das noch mittelalterliche Bausubstanz aufweist.

#### Fruchtspeicher
Der ehemalige gräfliche Fruchtspeicher befindet sich im Hof hinter dem Kanzleigebäude (sogenannter Fronhof). Der Zeitpunkt seiner Errichtung ist nicht näher zu fixieren, der Fronhof wird urkundlich erstmals 1457 erwähnt. Das heute „Fruchtspeicher“ genannte Gebäude stammt wahrscheinlich aus dem späten 17. Jahrhundert. Seit 1872 befand sich darin die Gendarmerie. Während der NS-Diktatur war hier ein Polizeigefängnis, Ausgangsort für die Verschleppung und spätere Ermordung Vieler.

## Fundstücke
Die beiden Zerstörungen 1829 und 1945 haben nur wenige Zeugnisse des Schlosses hinterlassen. Dies gilt auch für die 1945 zerstörten Sammlungen des Hanauer Geschichtsvereins, die viele noch erhaltene Architekturteile aufbewahrten. Im Historischen Museum Hanau sind vier eiserne, reich verzierte Ofenkacheln und eine verzierte Eisentür aus dem Stadtschloss ausgestellt. Ferner zeigt eine Vitrine Fundstücke aus archäologischen Grabungen im Bereich des Burggrabens.

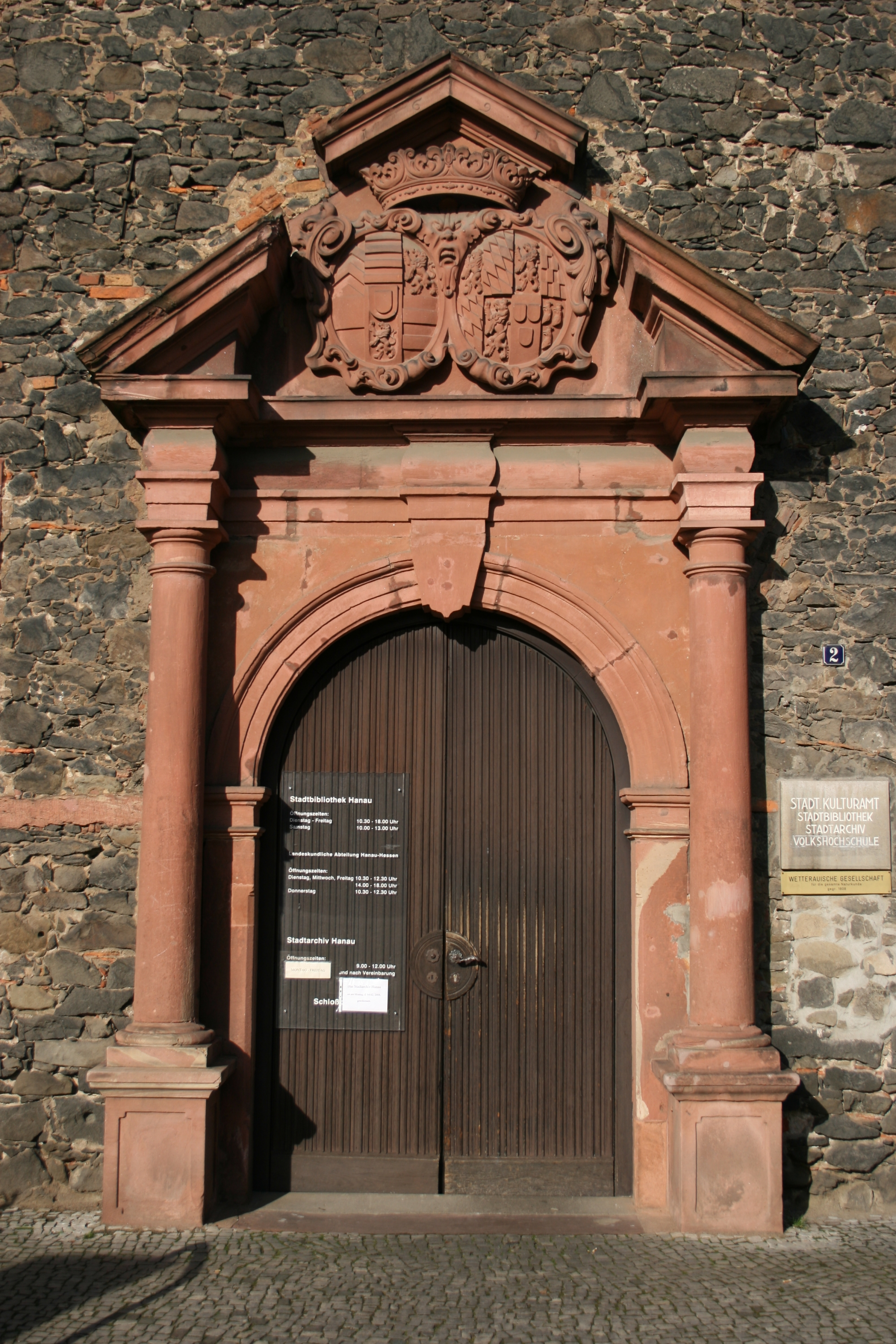
Portal des Kanzleibaus
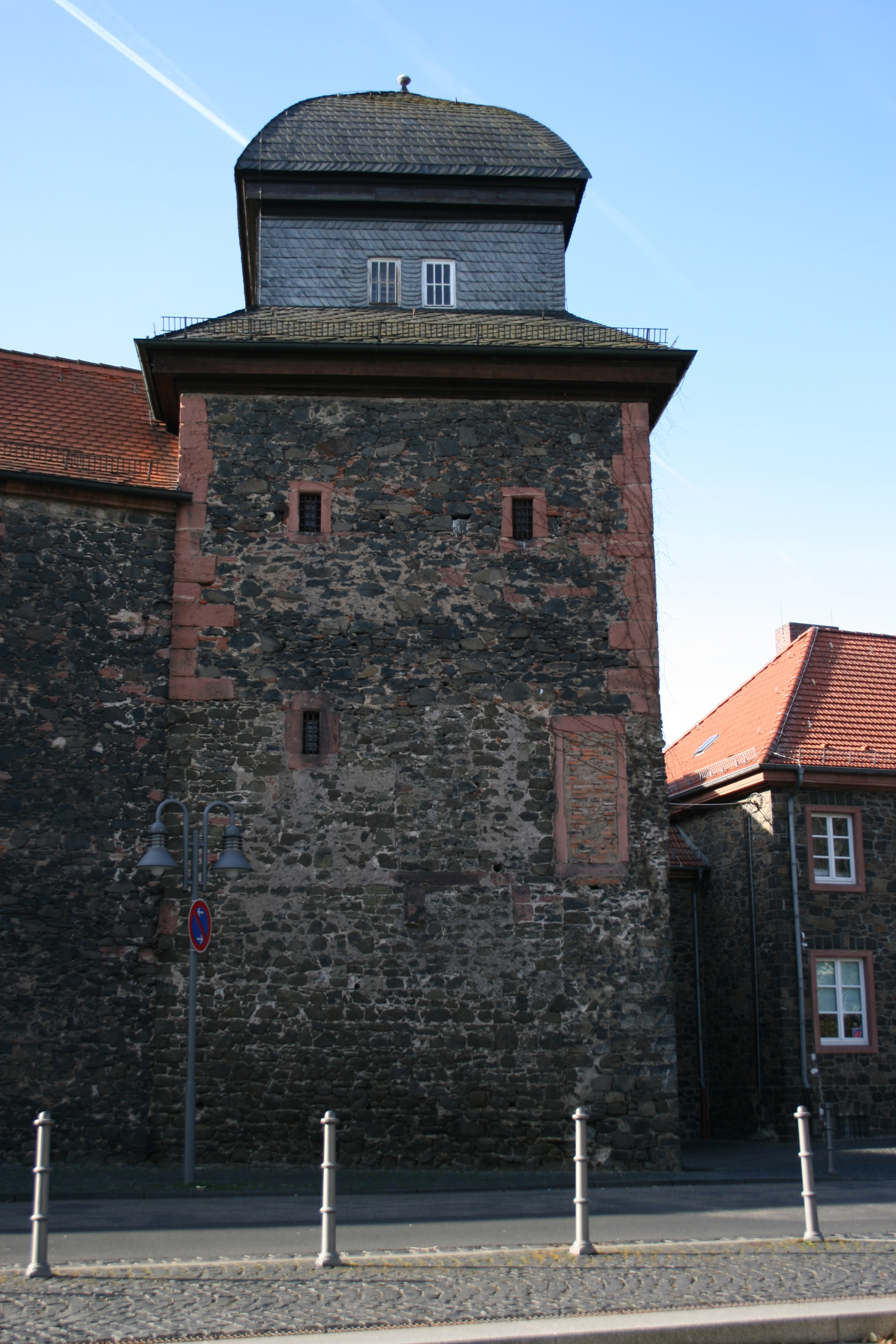
Heutige Ansicht des Wasserturms von Norden
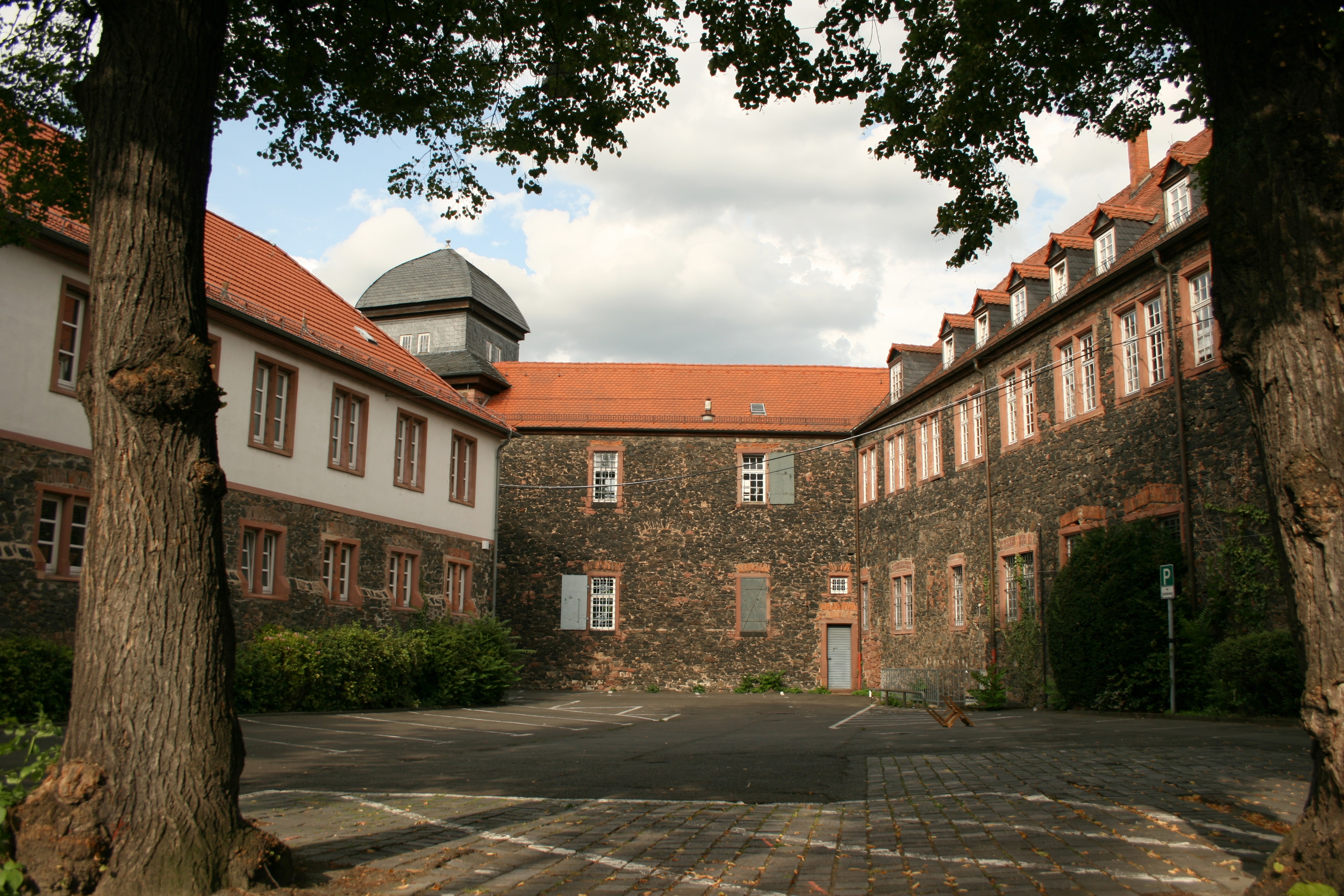
Blick in den Fronhof hinter der ehemaligen Stadtbibliothek/Kanzleibau
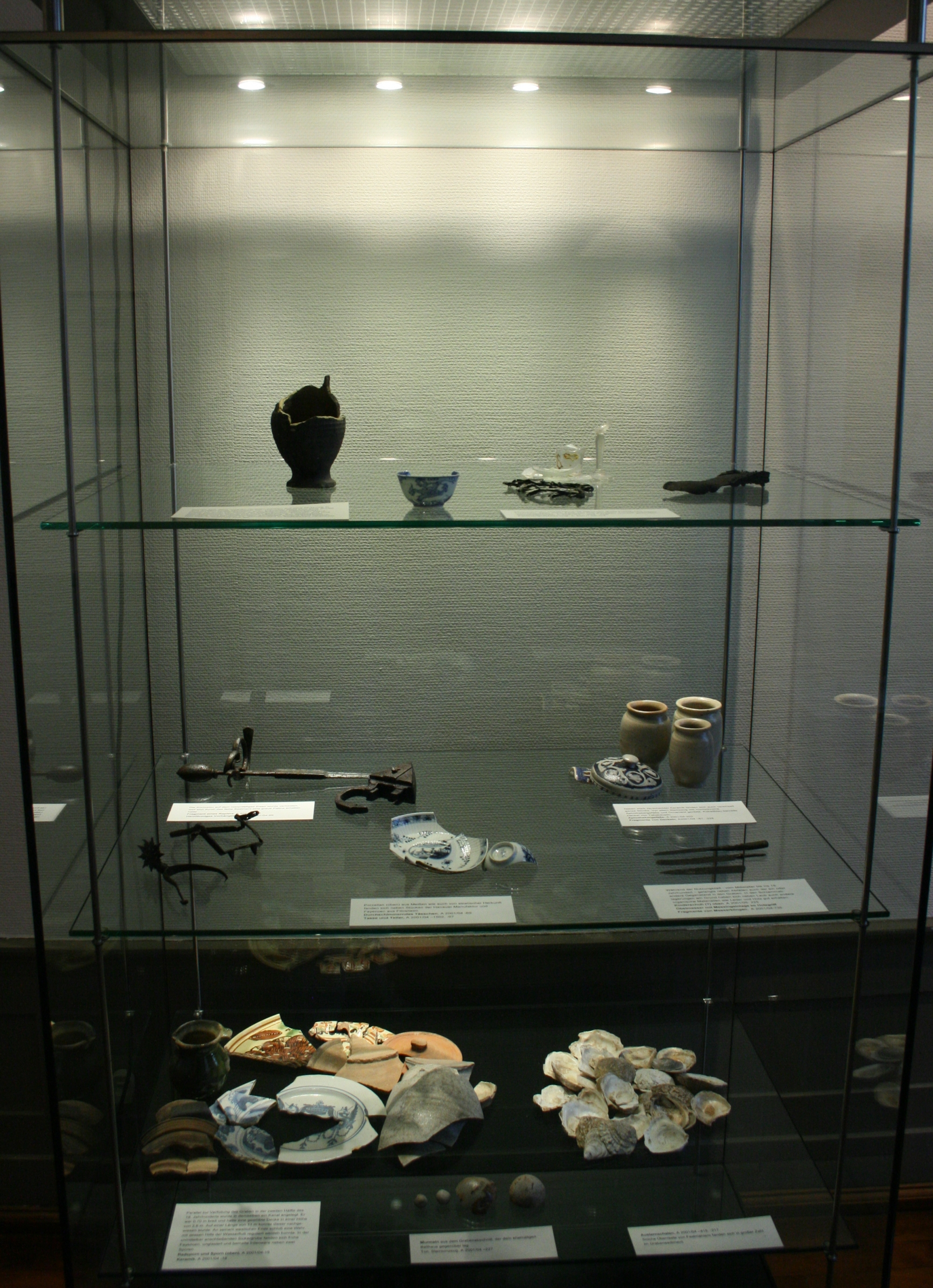
Fundstücke der archäologischen Grabungen im Bereich des Stadtschlosses im Historischen Museum Hanau
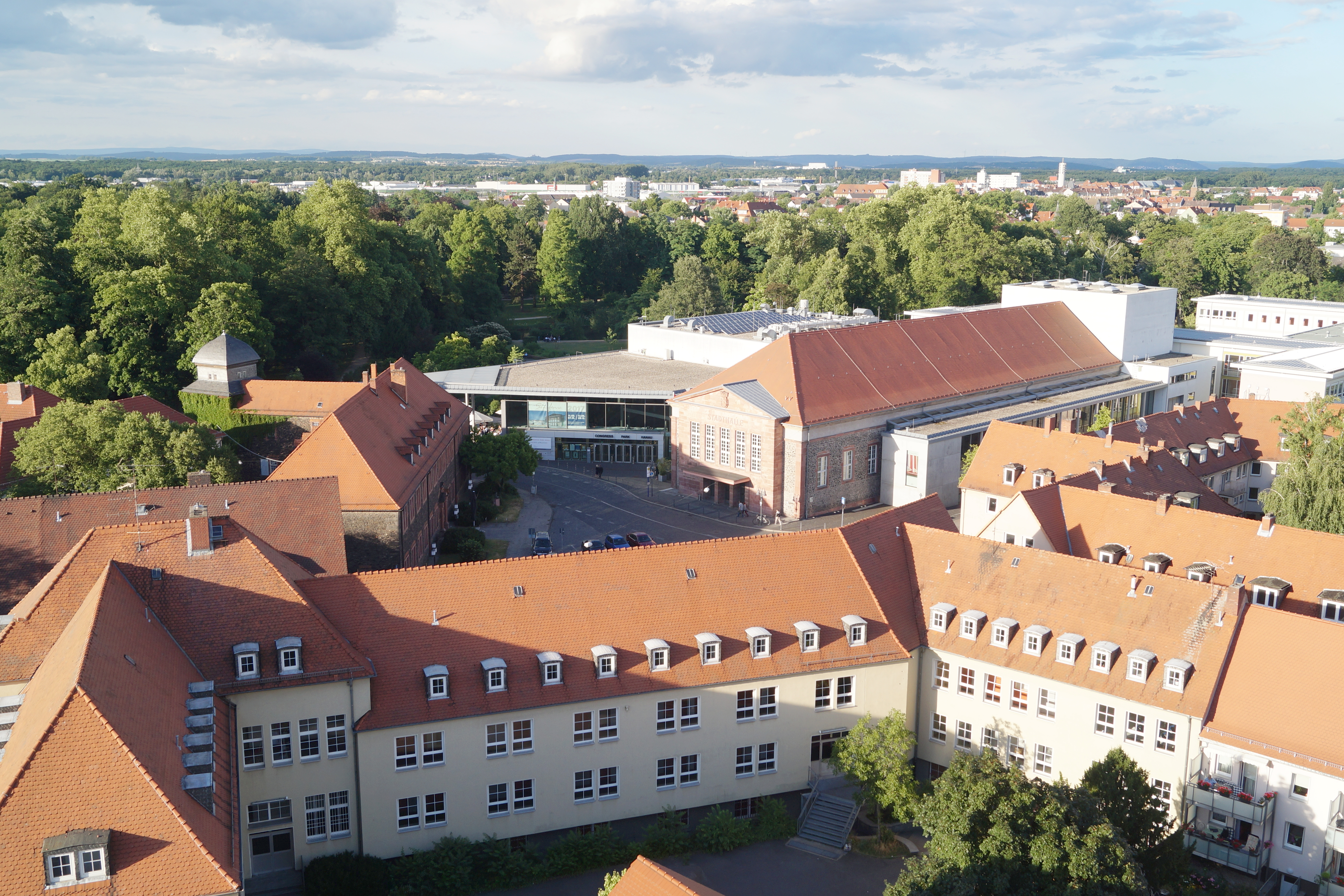
Blick vom Turm der alten Johanneskirche auf den Schlossplatz 2017, v. l. n. r.: Wasserturm, Kanzleibau, CPH, Marstall/Stadthalle, Karl-Rehbein-Schule